# بريطانيا العظمى في الألعاب البارالمبية الصيفية 2008
نافست بريطانيا العظمى في الألعاب البارالمبية الصيفية 2008 في بكين، جمهورية الصين الشعبية. أرسلت بريطانيا العظمى وفداً يضم حوالي 400 شخص، منهم 212 رياضيًا، للمنافسة في ثمانية عشر رياضة في الألعاب. تكون الفريق من رياضيين من جميع أنحاء المملكة المتحدة؛ يمكن اختيار الرياضيين من أيرلندا الشمالية، الذين قد يختارون حمل الجنسية الأيرلندية بموجب المادة 2 من دستور أيرلندا قبل عام 1999، لتمثيل بريطانيا العظمى أو أيرلندا في الألعاب البارالمبية. بالإضافة إلى ذلك، تتنافس بعض أقاليم ما وراء البحار البريطانية بشكل منفصل عن بريطانيا في المنافسات البارالمبية.
احتلت بريطانيا المركز الثاني في الألعاب البارالمبية الصيفية 2008، خلف الدولة المضيفة الصين في الألعاب البارالمبية الصيفية 2008، حيث فازت بـ 42 ميدالية ذهبية و102 ميدالية إجمالية، مما يعادل مركز الفريق في جدول ميداليات الألعاب البارالمبية الصيفية 2004 في الألعاب البارالمبية الصيفية 2004. كان عدد الميداليات التي فازت بها زيادة عن 94 ميدالية و35 ذهبية في أثينا. كان الفريق الأكثر نجاحًا في عقدين، حيث فاز 80 رياضيًا مختلفًا بميدالية واحدة على الأقل. وكانت المملكة المتحدة المضيف التالي للألعاب البارالمبية الصيفية، حيث استضافت الألعاب البارالمبية الصيفية 2012 في لندن.

## تصنيفات الإعاقة
يتم تجميع إعاقة كل مشارك في الألعاب البارالمبية في واحدة من خمس فئات إعاقة رئيسية؛ البتر، وقد تكون الحالة خلقية أو ناتجة عن إصابة أو مرض؛ الشلل الدماغي؛ رياضيو الكراسي المتحركة، غالبًا ما يكون هناك تداخل بين هذه الفئة والفئات الأخرى؛ الإعاقة البصرية، بما في ذلك العمى، أي إعاقة جسدية لا تندرج بدقة تحت إحدى الفئات الأخرى، على سبيل المثال التقزم أو التصلب المتعدد. كل رياضة بارالمبية لها تصنيفاتها الخاصة، اعتمادًا على المتطلبات البدنية المحددة للمنافسة. تُعطى الأحداث رمزًا، يتكون من أرقام وحروف، يصف نوع الحدث وتصنيف الرياضيين المتنافسين. بعض الرياضات، مثل ألعاب القوى، تقسم الرياضيين حسب الفئة وشدة إعاقاتهم، بينما تجمع رياضات أخرى، على سبيل المثال السباحة، المتنافسين من فئات مختلفة معًا، والفصل الوحيد يعتمد على شدة الإعاقة.

## الحائزون على الميداليات
فاز المتنافسون البريطانيون التاليون بميداليات في الألعاب، وجميع التواريخ هي سبتمبر 2008. في أقسام "حسب الرياضة" أدناه، أسماء الفائزين بالميداليات مكتوبة بـالخط العريض.
| الميدالية | الاسم | الرياضة              | الحدث                                       | التاريخ |
| --------- | --- | -------------------- | ------------------------------------------- | ------- |
| ذهبية     | دارين كيني | ركوب الدراجات        | مطاردة فردية رجال – CP3                     | 7       |
| ذهبية     | سيمون ريتشاردسون | ركوب الدراجات        | سباق 1 كم ضد الساعة فردي رجال – LC3-4       | 7       |
| ذهبية     | آيلين ماك غلين إيلين هانتر | ركوب الدراجات        | سباق 1 كم ضد الساعة فردي سيدات – B&VI       | 7       |
| ذهبية     | ساشا كيند ريد | السباحة              | 200 متر فردي متنوع رجال – SM6               | 7       |
| ذهبية     | أنطوني كابس بارني ستوري | ركوب الدراجات        | سباق 1 كم ضد الساعة رجال – B&VI             | 8       |
| ذهبية     | ديفيد روبرتس | السباحة              | 100 متر حرة رجال – S7                       | 8       |
| ذهبية     | إليانور سيمنز | السباحة              | 100 متر حرة سيدات – S6                      | 8       |
| ذهبية     | جودي كاندي | ركوب الدراجات        | سباق 1 كم ضد الساعة فردي رجال – LC2         | 9       |
| ذهبية     | دارين كيني | ركوب الدراجات        | سباق 1 كم ضد الساعة فردي رجال – CP3         | 9       |
| ذهبية     | سيمون ريتشاردسون | ركوب الدراجات        | مطاردة فردية رجال – LC3                     | 9       |
| ذهبية     | آيلين ماك غلين إيلين هانتر | ركوب الدراجات        | مطاردة فردية سيدات – B&VI                   | 9       |
| ذهبية     | مارك بريستو | ركوب الدراجات        | سباق 1 كم ضد الساعة فردي رجال – LC1         | 9       |
| ذهبية     | ساشا كيند ريد | السباحة              | 100 متر صدر رجال – SB7                      | 9       |
| ذهبية     | آن دنهم | الفروسية             | اختبار البطولة الفردي – الدرجة Ia           | 9       |
| ذهبية     | لي بيرسون | الفروسية             | اختبار البطولة الفردي – الدرجة Ib           | 9       |
| ذهبية     | صوفي كريستيانسن آن دنهم سيمون لورنس لي بيرسون | الفروسية             | بطولة الفرق                                 | 9       |
| ذهبية     | ساره ستوري | ركوب الدراجات        | مطاردة فردية سيدات – LC1-2/CP 4             | 10      |
| ذهبية     | أنطوني كابس بارني ستوري | ركوب الدراجات        | سباق السرعة رجال – B&VI 1–3                 | 10      |
| ذهبية     | جودي كاندي دارين كيني مارك بريستو | ركوب الدراجات        | سباق السرعة للفرق رجال – LC1-4\CP3/4        | 10      |
| ذهبية     | هيذر فريدريكسن | السباحة              | 100 متر ظهر سيدات – S8                      | 10      |
| ذهبية     | مات ووكر غراهام إدموندز ديفيد روبرتس روبرت ويلبورن | السباحة              | تتابع 4×100 متر حرة رجال – 34 نقطة          | 10      |
| ذهبية     | مات سكيلهون | الرماية              | بندقية هوائية مختلط R3 10 متر استلقاء – SH1 | 11      |
| ذهبية     | هيلين رينسفورد | التجديف              | فردي قوارب السيدات – A                      | 11      |
| ذهبية     | توم آغار | التجديف              | فردي قوارب الرجال – A                       | 11      |
| ذهبية     | ديفيد روبرتس | السباحة              | 400 متر حرة رجال – S7                       | 11      |
| ذهبية     | صوفي كريستيانسن | الفروسية             | اختبار فردي حر – الدرجة Ia                  | 11      |
| ذهبية     | لي بيرسون | الفروسية             | اختبار فردي حر – الدرجة Ib                  | 11      |
| ذهبية     | راشيل موريس | ركوب الدراجات        | سباق الزمن سيدات – HCA/HCB/HCC              | 12      |
| ذهبية     | ديفيد ستون | ركوب الدراجات        | سباق الزمن مختلط – CP1/CP2                  | 12      |
| ذهبية     | ساره ستوري | ركوب الدراجات        | سباق الزمن سيدات – LC1-2/CP 4               | 12      |
| ذهبية     | دان بنتلي نايجل موراي زوي روبنسون ديفيد سميث | البوتشيا             | فريق مختلط – BC1/BC2                        | 12      |
| ذهبية     | سام هايند | السباحة              | 400 متر حرة رجال – S8                       | 12      |
| ذهبية     | إليزابيث جونسون | السباحة              | 100 متر صدر سيدات – SB6                     | 12      |
| ذهبية     | دانييل براون | النبالة              | قوس مركب فردي سيدات – مفتوح                 | 13      |
| ذهبية     | جون ستابس | النبالة              | قوس مركب فردي رجال – مفتوح                  | 13      |
| ذهبية     | دارين كيني | ركوب الدراجات        | سباق الطريق رجال – CP3                      | 13      |
| ذهبية     | ديفيد ستون | ركوب الدراجات        | سباق الطريق مختلط – CP1/CP2                 | 13      |
| ذهبية     | ديفيد وير | ألعاب القوى          | 800 متر رجال – T54                          | 13      |
| ذهبية     | بيتر نورفولك | تنس الكراسي المتحركة | فردي رباعي – مفتوح                          | 14      |
| ذهبية     | إليانور سيمنز | السباحة              | 400 متر حرة سيدات – S6                      | 14      |
| ذهبية     | ديفيد روبرتس | السباحة              | 50 متر حرة رجال – S7                        | 14      |
| ذهبية     | ديفيد وير | ألعاب القوى          | 1500 متر رجال – T54                         | 16      |
| فضية      | جيمس أندرسون | السباحة              | 200 متر حرة رجال – S2                       | 7       |
| فضية      | هيذر فريدريكسن | السباحة              | 100 متر حرة سيدات – S8                      | 8       |
| فضية      | لويز واتكين | السباحة              | 100 متر حرة سيدات – S9                      | 8       |
| فضية      | كريس مارتن | ألعاب القوى          | رمي القرص رجال – F33/34/52                  | 8       |
| فضية      | نيري لويس | السباحة              | 100 متر ظهر سيدات – S6                      | 9       |
| فضية      | ريك وادون | ركوب الدراجات        | سباق 1 كم ضد الساعة فردي رجال – CP3         | 9       |
| فضية      | صوفي كريستيانسن | الفروسية             | اختبار البطولة الفردي – الدرجة Ia           | 9       |
| فضية      | ليبي كليغ | ألعاب القوى          | 100 متر سيدات – T12                         | 9       |
| فضية      | نايجل موراي | البوتشيا             | فردي مختلط – BC2                            | 9       |
| فضية      | بن راشغروف | ألعاب القوى          | 100 متر رجال – T36                          | 9       |
| فضية      | جون فوكس | السباحة              | 100 متر ظهر رجال – S7                       | 10      |
| فضية      | فيليستي كولثار د | الفروسية             | اختبار فردي حر – الدرجة II                  | 10      |
| فضية      | ديفيد وير | ألعاب القوى          | 400 متر رجال – T54                          | 10      |
| فضية      | آن دنهم | الفروسية             | اختبار فردي حر – الدرجة Ia                  | 11      |
| فضية      | ريكي بالشو | الفروسية             | اختبار فردي حر – الدرجة Ib                  | 11      |
| فضية      | سيمون لورنس | الفروسية             | اختبار فردي حر – الدرجة III                 | 11      |
| فضية      | دارين كيني | ركوب الدراجات        | سباق الزمن رجال – CP3                       | 12      |
| فضية      | سيمون ريتشاردسون | ركوب الدراجات        | سباق الزمن رجال – LC3                       | 12      |
| فضية      | هيذر فريدريكسن | السباحة              | 400 متر حرة سيدات – S8                      | 12      |
| فضية      | غاريث دوك | السباحة              | 100 متر صدر رجال – SB6                      | 12      |
| فضية      | مات ووكر | السباحة              | 50 متر فراشة رجال – S7                      | 13      |
| فضية      | مات ووكر | السباحة              | 50 متر حرة رجال – S7                        | 14      |
| فضية      | جون كافاناه | النبالة              | قوس مركب فردي رجال – W1                     | 14      |
| فضية      | ستيفن ميلر | ألعاب القوى          | رمي الهراوة رجال – F32/51                   | 15      |
| فضية      | جيمس أندرسون | السباحة              | 50 متر ظهر رجال – S2                        | 15      |
| فضية      | فران ويليامسون | السباحة              | 50 متر ظهر سيدات – S3                       | 15      |
| فضية      | ميكي بوشيل | ألعاب القوى          | 100 متر رجال – T53                          | 16      |
| فضية      | شيلي وودز | ألعاب القوى          | 1500 متر سيدات – T54                        | 16      |
| برونزية   | ناتالي جونز | السباحة              | 200 متر فردي متنوع سيدات – SM6              | 7       |
| برونزية   | مات ووكر | السباحة              | 200 متر فردي متنوع رجال – SM7               | 7       |
| برونزية   | مات ووكر | السباحة              | 100 متر حرة رجال – S7                       | 8       |
| برونزية   | جيمس أندرسون | السباحة              | 100 متر حرة رجال – S2                       | 9       |
| برونزية   | أنطوني ستيفنز | السباحة              | 200 متر حرة رجال – S5                       | 9       |
| برونزية   | كلير كاشمور | السباحة              | 100 متر صدر سيدات – SB8                     | 9       |
| برونزية   | صموئيل إنغرام | الجودو               | رجال −90 كغم                                | 9       |
| برونزية   | لويز واتكين | السباحة              | 100 متر صدر سيدات – SB9                     | 10      |
| برونزية   | شون فرايزر | السباحة              | 100 متر ظهر رجال – S8                       | 10      |
| برونزية   | فيكي هانزفورد ناعومي ريتشيز ألا ستير ماك كين جيمس مورغان آلان شيرمان | التجديف              | رباعي مختلط مع ربان – LTA                   | 11      |
| برونزية   | سام هايند | السباحة              | 200 متر فردي متنوع رجال – SM8               | 11      |
| برونزية   | هيذر فريدريكسن | السباحة              | 200 متر فردي متنوع سيدات – SM8              | 11      |
| برونزية   | لويز واتكين | السباحة              | 200 متر فردي متنوع سيدات – SM9              | 11      |
| برونزية   | ديفيد وير | ألعاب القوى          | 5000 متر رجال – T54                         | 11      |
| برونزية†  | شيلي وودز | ألعاب القوى          | 5000 متر سيدات – T54                        | 12      |
| برونزية   | ماثيو ورهود | السباحة              | 100 متر صدر رجال – SB6                      | 12      |
| برونزية   | ميل كلارك | النبالة              | قوس مركب فردي سيدات – مفتوح                 | 13      |
| برونزية   | هازل سيمبسون | ألعاب القوى          | 200 متر سيدات – T36                         | 13      |
| برونزية   | جيمس أندرسون | السباحة              | 50 متر حرة رجال – S2                        | 13      |
| برونزية   | ساشا كيند ريد | السباحة              | 50 متر فراشة رجال – S6                      | 13      |
| برونزية   | فران ويليامسون | السباحة              | 50 متر حرة سيدات – S3                       | 13      |
| برونزية   | إيان جونز | ألعاب القوى          | 200 متر رجال – T44                          | 13      |
| برونزية   | بيتر نورفولك جيمي بيرديكن | تنس الكراسي المتحركة | زوجي رباعي – مفتوح                          | 13      |
| برونزية   | جون ماكفول | ألعاب القوى          | 100 متر رجال – T42                          | 14      |
| برونزية   | لويز واتكين | السباحة              | 50 متر حرة سيدات – S9                       | 14      |
| برونزية   | ماثيو ورهود | السباحة              | 400 متر حرة رجال – S6                       | 14      |
| برونزية   | دانييل غريفز | ألعاب القوى          | رمي القرص رجال – F44                        | 15      |
| برونزية   | ناتالي جونز | السباحة              | 50 متر حرة سيدات – S6                       | 15      |
| برونزية   | فريق كرة السلة على الكراسي المتحركة الوطني لبريطانيا العظمى جو بيستويك، أندي بليك، سايمون براون، مات بيرن، تيري باي ووتر، بيتر فينبو، جون هال، كيفن هايز، أبدي جاما، سايمون مان، آدي أوروجبيمي، جون بولوك | كرة السلة            | بطولة الرجال                                | 16      |
| برونزية   | إيان جونز | ألعاب القوى          | 400 متر رجال – T44                          | 16      |
| برونزية   | هازل سيمبسون | ألعاب القوى          | 100 متر سيدات – T36                         | 16      |

| ميداليات حسب الرياضة           | ميداليات حسب الرياضة | ميداليات حسب الرياضة | ميداليات حسب الرياضة | ميداليات حسب الرياضة | ميداليات حسب الرياضة |
| الرياضة                        |                      |                      |                      | المجموع              |                      |
| ------------------------------ | -------------------- | -------------------- | -------------------- | -------------------- | -------------------- |
| النبالة                        | 2                    | 1                    | 1                    | 4                    |                      |
| ألعاب القوى                    | 2                    | 7                    | 8                    | 17                   |                      |
| كرة السلة على الكراسي المتحركة | 0                    | 0                    | 1                    | 1                    |                      |
| البوتشيا                       | 1                    | 1                    | 0                    | 2                    |                      |
| ركوب الدراجات                  | 17                   | 3                    | 0                    | 20                   |                      |
| الفروسية                       | 5                    | 5                    | 0                    | 10                   |                      |
| المبارزة على الكراسي المتحركة  | 0                    | 0                    | 0                    | 0                    |                      |
| كرة القدم خماسية               | 0                    | 0                    | 0                    | 0                    |                      |
| كرة القدم سباعية               | 0                    | 0                    | 0                    | 0                    |                      |
| الجودو                         | 0                    | 0                    | 1                    | 1                    |                      |
| رفع الأثقال                    | 0                    | 0                    | 0                    | 0                    |                      |
| التجديف                        | 2                    | 0                    | 1                    | 3                    |                      |
| رجبي الكراسي المتحركة          | 0                    | 0                    | 0                    | 0                    |                      |
| الإبحار                        | 0                    | 0                    | 0                    | 0                    |                      |
| الرماية                        | 1                    | 0                    | 0                    | 1                    |                      |
| السباحة                        | 11                   | 12                   | 18                   | 41                   |                      |
| تنس الطاولة                    | 0                    | 0                    | 0                    | 0                    |                      |
| تنس الكراسي المتحركة           | 1                    | 0                    | 1                    | 2                    |                      |
| المجموع                        | 42                   | 29                   | 31                   | 102                  |                      |

| ميداليات حسب التاريخ | ميداليات حسب التاريخ | ميداليات حسب التاريخ | ميداليات حسب التاريخ | ميداليات حسب التاريخ | ميداليات حسب التاريخ |
| -------------------- | -------------------- | -------------------- | -------------------- | -------------------- | -------------------- |
| اليوم                | التاريخ              |                      |                      |                      | المجموع              |
| 1                    | 7 سبتمبر             | 4                    | 1                    | 2                    | 7                    |
| 2                    | 8 سبتمبر             | 3                    | 3                    | 1                    | 7                    |
| 3                    | 9 سبتمبر             | 9                    | 6                    | 4                    | 19                   |
| 4                    | 10 سبتمبر            | 5                    | 3                    | 2                    | 10                   |
| 5                    | 11 سبتمبر            | 6                    | 3                    | 5                    | 14                   |
| 6                    | 12 سبتمبر            | 6                    | 4                    | 2                    | 12                   |
| 7                    | 13 سبتمبر            | 5                    | 1                    | 7                    | 13                   |
| 8                    | 14 سبتمبر            | 3                    | 2                    | 3                    | 8                    |
| 9                    | 15 سبتمبر            | 0                    | 4                    | 2                    | 6                    |
| 10                   | 16 سبتمبر            | 1                    | 2                    | 3                    | 6                    |
| المجموع              | المجموع              | 42                   | 29                   | 31                   | 102                  |

- † شيللي وودز حصلت في البداية على الميدالية الفضية في ألعاب القوى في الألعاب البارالمبية الصيفية 2008. ومع ذلك، أمرت اللجنة البارالمبية الدولية (IPC) بإعادة سباق بعد الاحتجاج على النتيجة من قبل فريقي أستراليا والولايات المتحدة وسويسرا بسبب تورط ستة متسابقين في حادث تصادم في اللفة قبل الأخيرة.[11] وعندما أعيد السباق، فازت وودز بالميدالية البرونزية.[12] اعتقد ديفيد وير أنه فاز بالميدالية الذهبية في ألعاب القوى في الألعاب البارالمبية الصيفية 2008 ولكن تم الأمر بإعادة السباق بعد اكتشاف أن الحائز على الميدالية الفضية الأسترالي، كيرت فيرنلي، قد بدأ السباق في المسار الخطأ. بعد رسالة من فيرنلي والسلطات الأسترالية إلى اللجنة البارالمبية الدولية، التي طلبت عدم إلغاء النتيجة بروح الروح الرياضية، تم إلغاء الإعادة وتمت إعادة ميدالية وير.[13] في البداية، حصلت رامية القرص ريبيكا تشين على الميدالية الفضية في فئة F37–38 للسيدات، ولكن تم الطعن في تصنيفها واعتبرت تشين غير مؤهلة للحدث، وجردت من ميداليتها، وتم مسح نتائجها.[14] كان القرار مثيرًا للجدل بشكل خاص بالنظر إلى أن تشين كانت قد تم تقييمها بالفعل في وقت سابق من الألعاب بينما كانت تنافس في نهائي دفع الجلة للسيدات F37–38.[15]

## الأهداف
في يوليو 2008، نشرت يو كيه سبورت، وهي الهيئة المسؤولة عن توزيع تمويل اليانصيب الوطني للرياضة النخبة، توقعاتها للألعاب. حددت هدفًا "متجاوزًا" للميداليات يبلغ 112 وتوقعت الفوز بـ 95 منها، بما في ذلك حوالي 35 ميدالية ذهبية، لتحتل المركز الثاني في جدول الميداليات.
استوفى الرياضيون التوقعات الرياضية لـ يو كيه سبورت فيما يتعلق بإجمالي الميداليات، والميداليات الذهبية، وموقع جدول الميداليات، حيث احتلوا المركز الثاني خلف المضيفين الصين في الألعاب البارالمبية الصيفية 2008 بـ 42 ذهبية و102 ميدالية إجمالية. لم تكن الميداليات التي تم الحصول عليها كلها تلك التي تم استهدافها، حيث لم يحقق الفريق الأهداف في بعض الرياضات بينما تجاوزها في رياضات أخرى؛ من بين خمسة عشر رياضة تم تحديد هدف لها، نجحت ثمانية في تحقيقها.
| الرياضة                        | نتيجة أثينا 2004 | هدف بكين "المتجاوز" | الميداليات التي فاز بها الفريق | تم تحقيق الهدف |
| ------------------------------ | ---------------- | ------------------- | ------------------------------ | -------------- |
| النبالة                        | 2                | 6                   | 4                              |                |
| ألعاب القوى                    | 17               | 30                  | 17                             |                |
| كرة السلة على الكراسي المتحركة | 1                | 1                   | 1                              | Green tick     |
| البوتشيا                       | 0                | 2                   | 2                              | Green tick     |
| ركوب الدراجات                  | 7                | 14                  | 20                             | Green tick     |
| الفروسية                       | 8                | 7                   | 10                             | Green tick     |
| المبارزة على الكراسي المتحركة  | 0                | 0                   | 0                              | –              |
| كرة القدم خماسية               | 0                | 0                   | 0                              | –              |
| كرة القدم سباعية               | 0                | 0                   | 0                              | –              |
| الجودو                         | 1                | 1                   | 1                              | Green tick     |
| رفع الأثقال                    | 1                | 2                   | 0                              |                |
| التجديف                        | لا ينطبق         | 1                   | 3                              | Green tick     |
| رجبي الكراسي المتحركة          | 0                | 1                   | 0                              |                |
| الإبحار                        | 0                | 0                   | 0                              | –              |
| الرماية                        | 1                | 1                   | 1                              | Green tick     |
| السباحة                        | 52               | 41                  | 41                             | Green tick     |
| تنس الطاولة                    | 2                | 4                   | 0                              |                |
| تنس الكراسي المتحركة           | 2                | 1                   | 2                              | Green tick     |
| المجموع                        | 94               | 112                 | 102                            |                |
| المجموع المتوقع                | –                | 95                  | 102                            | Green tick     |
| إجمالي الذهب                   | 35               | 35                  | 42                             | Green tick     |

## النبالة
ضمت قائمة منتخب بريطانيا العظمى للرماية 12 رياضيًا. في المجمل، فاز الرماة البريطانيون بأربع ميداليات في الرماية، ذهبيتين وفضية واحدة وبرونزية واحدة، مما جعلهم يحتلون المركز الثاني في النبالة في دورة الألعاب البارالمبية الصيفية 2008. سجل جون ستابس، لاعب الكريكيت الإنجليزي المعاق سابقًا، رقمًا قياسيًا عالميًا جديدًا بلغ 691 نقطة في جولة التصنيف في طريقه للفوز بفئة القوس المركب الفردي للرجال المفتوحة. وفي الحدث النسائي المماثل، تغلبت دانييل براون على زميلتها، التي فازت بالميدالية البرونزية لاحقًا، ميل كلارك قبل أن تفوز بالذهبية.
رجال
| الرياضي                              | الحدث                | جولة التصنيف | جولة التصنيف | دور الـ 32    | دور الـ 16                            | ربع النهائي                      | نصف النهائي                        | النهائيات                              | النهائيات |
| الرياضي                              | الحدث                | النتيجة      | الترتيب      | الخصم النتيجة | الخصم النتيجة                         | الخصم النتيجة                    | الخصم النتيجة                      | الخصم النتيجة                          | الترتيب   |
| ------------------------------------ | -------------------- | ------------ | ------------ | ------------- | ------------------------------------- | -------------------------------- | ---------------------------------- | -------------------------------------- | --------- |
| ميك بيرد                             | قوس منحني فردي W1/W2 | 597          | 11           | N/A           | سلوفينيا مايرشوك · ف 88–87            | منغوليا دام بادون دوغ · خ 91–104 | لم يتقدم                           | لم يتقدم                               | لم يتقدم  |
| بول براون                            | قوس منحني فردي W1/W2 | 576          | 19           | N/A           | تركيا دينير · ف 104–90                | كوريا الجنوبية غو · خ 103–108    | لم يتقدم                           | لم يتقدم                               | لم يتقدم  |
| جون كافاناه                          | قوس مركب فردي W1     | 640          | 3            | N/A           | N/A                                   | كوريا الجنوبية آن · ف 106–104    | الولايات المتحدة فابري · ف 109–107 | جمهورية التشيك دراهونينسكي · خ 103–108 |           |
| مايكل كارافي ليدس                    | قوس منحني فردي W1/W2 | 520          | 30           | N/A           | كوريا الجنوبية غو · خ 80–105          | لم يتقدم                         | لم يتقدم                           | لم يتقدم                               | لم يتقدم  |
| فريد ستيفنز                          | قوس مركب فردي مفتوح  | 681          | 3            | Bye           | الولايات المتحدة بيمبرتون · خ 105–115 | لم يتقدم                         | لم يتقدم                           | لم يتقدم                               | لم يتقدم  |
| جون ستابس                            | قوس مركب فردي مفتوح  | 691 WR       | 1            | Bye           | الولايات المتحدة بينيت · ف 117–114    | كندا إيفانز · ف 111–110          | سويسرا هورنر · ف 114–109           | إيطاليا سيمونيلي · ف 116–111           |           |
| ميك بيرد بول براون مايكل كارافي ليدس | فريق قوس منحني رجال  | N/A          | N/A          | N/A           | تايلاند · خ 158–185                   | لم يتقدم                         | لم يتقدم                           | لم يتقدم                               | لم يتقدم  |

سيدات
| الرياضية                           | الحدث                | جولة التصنيف | جولة التصنيف | دور الـ 32                  | دور الـ 16                    | ربع النهائي                        | نصف النهائي                       | النهائيات                | النهائيات |
| الرياضية                           | الحدث                | النتيجة      | الترتيب      | الخصم النتيجة               | الخصم النتيجة                 | الخصم النتيجة                      | الخصم النتيجة                     | الخصم النتيجة            | الترتيب   |
| ---------------------------------- | -------------------- | ------------ | ------------ | --------------------------- | ----------------------------- | ---------------------------------- | --------------------------------- | ------------------------ | --------- |
| بيبا بريتون                        | قوس مركب فردي مفتوح  | 643          | 5            | N/A                         | N/A                           | المملكة المتحدة كلارك · خ 106–110  | لم تتقدم                          | لم تتقدم                 | لم تتقدم  |
| دانيلا براون                       | قوس مركب فردي مفتوح  | 676 WR       | 1            | N/A                         | N/A                           | الصين وانغ · ف 107–81              | المملكة المتحدة كلارك · ف 113–107 | اليابان كاميا · ف 112–98 |           |
| ميل كلارك                          | قوس مركب فردي مفتوح  | 674          | 4            | N/A                         | N/A                           | المملكة المتحدة بريتون · ف 110–106 | المملكة المتحدة براون · خ 107–113 | تركيا سو · ف 113–109     |           |
| كاي لوكاس                          | قوس منحني فردي وقوف  | 535          | 15           | ألمانيا شيت · ف 85–70       | الصين فانغشيا · خ 89(7)–89(9) | لم تتقدم                           | لم تتقدم                          | لم تتقدم                 | لم تتقدم  |
| كيت موراي                          | قوس منحني فردي وقوف  | 545          | 8            | Bye                         | اليابان سايتوه · خ 76–86      | لم تتقدم                           | لم تتقدم                          | لم تتقدم                 | لم تتقدم  |
| كاثلين سميث                        | قوس منحني فردي W1/W2 | 498          | 15           | أوكرانيا ميخ نيفا · ف 83–70 | الصين هونغ تشي · خ 75–97      | لم تتقدم                           | لم تتقدم                          | لم تتقدم                 | لم تتقدم  |
| بيبا بريتون دانيلا براون ميل كلارك | فريق قوس مركب سيدات  | N/A          | N/A          | N/A                         | N/A                           | كوريا الجنوبية · خ 161–178         | لم تتقدم                          | لم تتقدم                 | لم تتقدم  |

Legend: WR – رقم عالمي; W – فاز; L – خسر; N/A – جولة غير قابلة للتطبيق على الحدث;

## ألعاب القوى
ضم فريق بريطانيا العظمى البارالمبي خمسة وثلاثين متنافسًا في رياضة ألعاب القوى، من بينهم الأبطال الحاليون كيني تشرشل، داني كرايتس، دان غريفز وستيفن ميلر. فشل ديفيد وير في محاولاته للفوز بخمس ميداليات ذهبية في الألعاب بعد إصابته بفيروس، لكنه فاز بأربع ميداليات؛ ذهبيتين، فضية واحدة، وبرونزية واحدة؛ قبل الانسحاب من حدثه الأخير.
تورط المشاركون البريطانيون في عدد من الجدل المتعلق بإعادة تخصيص الميداليات خلال الألعاب. حصلت شيلي وودز في البداية على الميدالية الفضية في ألعاب القوى في الألعاب البارالمبية الصيفية 2008، ولكن اللجنة البارالمبية الدولية أمرت بإعادة السباق بعد احتجاج فريقي أستراليا والولايات المتحدة وسويسرا على النتيجة بسبب تورط ستة متسابقين في حادث تصادم في اللفة قبل الأخيرة. وعندما أعيد السباق، فازت وودز بالميدالية البرونزية. اعتقد ديفيد وير أنه فاز بالميدالية الذهبية في ألعاب القوى في الألعاب البارالمبية الصيفية 2008 ولكن تم الأمر بإعادة السباق بعد اكتشاف أن الحائز على الميدالية الفضية الأسترالي، كيرت فيرنلي، قد بدأ السباق في المسار الخطأ. بعد رسالة من فيرنلي والسلطات الأسترالية إلى اللجنة البارالمبية الدولية، التي طلبت عدم إلغاء النتيجة بروح الروح الرياضية، تم إلغاء الإعادة وتمت إعادة ميدالية وير. في البداية، حصلت رامية القرص ريبيكا تشين على الميدالية الفضية في فئة F37–38 للسيدات، ولكن تم الطعن في تصنيفها واعتبرت تشين غير مؤهلة للحدث، وجردت من ميداليتها، وتم مسح نتائجها. كان القرار مثيرًا للجدل بشكل خاص بالنظر إلى أن تشين كانت قد تم تقييمها بالفعل في وقت سابق من الألعاب بينما كانت تنافس في نهائي دفع الجلة للسيدات F37–38.

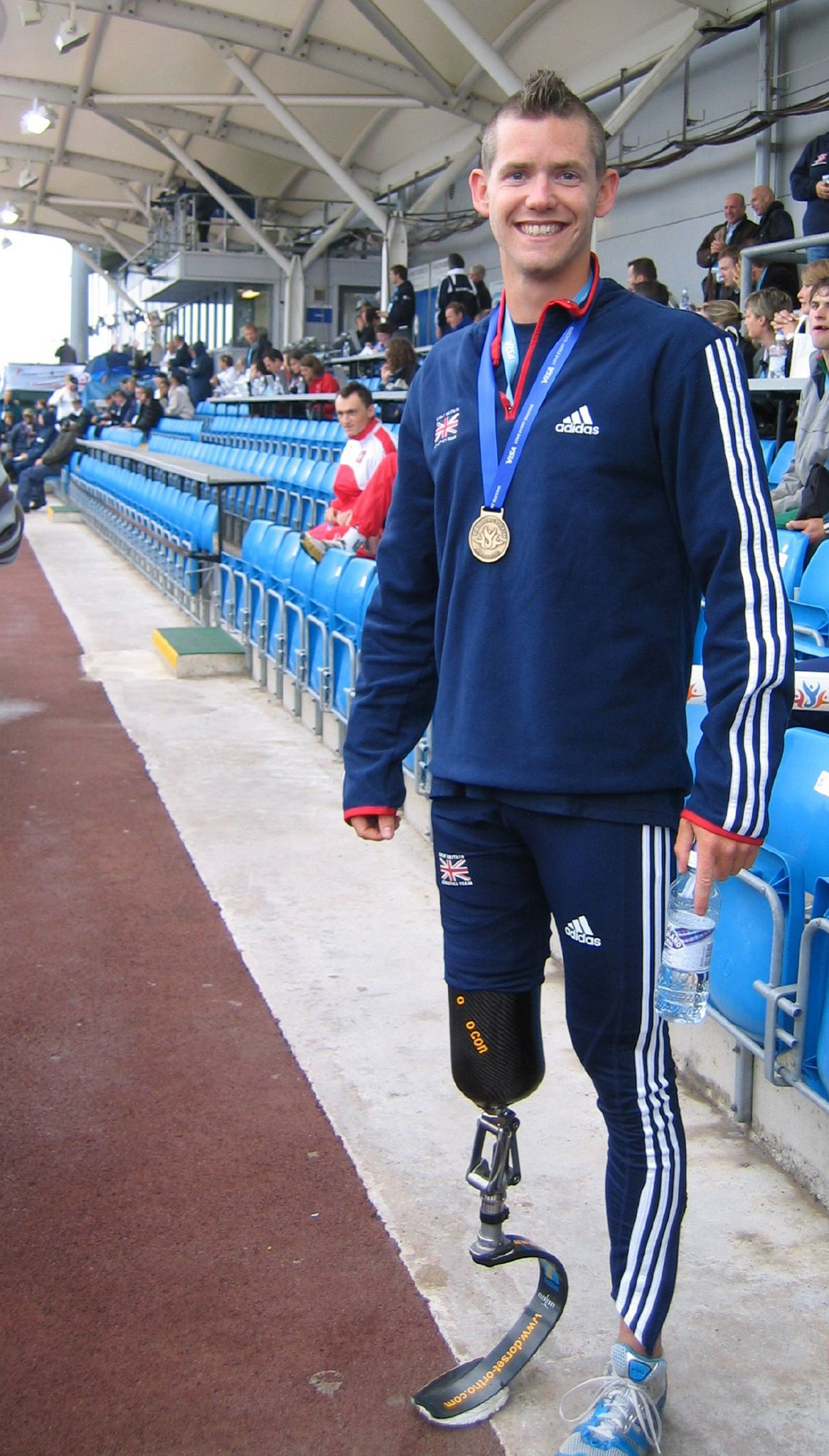
جون ماكفول (رياضي)، الفائز بالميدالية البرونزية في سباق 100 متر رجال T42

رجال—المضمار
| الرياضي            | الأحداث           | التصفيات | التصفيات | نصف النهائي | نصف النهائي | النهائي  | النهائي  |
| الرياضي            | الأحداث           | الزمن    | الترتيب  | الزمن       | الترتيب     | الزمن    | الترتيب  |
| ------------------ | ----------------- | -------- | -------- | ----------- | ----------- | -------- | -------- |
| براين ألد يس       | 800 متر رجال T54  | 1:42.38  | 7        | N/A         | N/A         | لم يتقدم | لم يتقدم |
| براين ألد يس       | 1500 متر رجال T54 | 3:20.28  | 6        | N/A         | N/A         | لم يتقدم | لم يتقدم |
| براين ألد يس       | 5000 متر رجال T54 | DNF      | –        | N/A         | N/A         | لم يتقدم | لم يتقدم |
| براين ألد يس       | ماراثون رجال T54  | N/A      | N/A      | N/A         | N/A         | 1:43:50  | 34       |
| غرايم بالارد       | 100 متر رجال T36  | N/A      | N/A      | N/A         | N/A         | 12.65    | 8        |
| غرايم بالارد       | 200 متر رجال T36  | N/A      | N/A      | N/A         | N/A         | 25.69    | 6        |
| غرايم بالارد       | 400 متر رجال T36  | N/A      | N/A      | N/A         | N/A         | 59.22    | 8        |
| ميكي بوشيل         | 100 متر رجال T53  | 15.33    | 3 ت      | N/A         | N/A         | 14.86    |          |
| ميكي بوشيل         | 200 متر رجال T53  | 27.85    | 6        | N/A         | N/A         | لم يتقدم | لم يتقدم |
| مايكل تشورم        | 100 متر رجال T37  | 12.55    | 3 ت      | N/A         | N/A         | 12.60    | 8        |
| مايكل تشورم        | 200 متر رجال T37  | 25.30    | 2 ت      | N/A         | N/A         | 25.36    | 5        |
| داني كرايتس        | 800 متر رجال T46  | DNS      | –        | N/A         | N/A         | لم يتقدم | لم يتقدم |
| نيل فاشي           | 100 متر رجال T35  | 11.53    | 5        | N/A         | N/A         | لم يتقدم | لم يتقدم |
| نيل فاشي           | 200 متر رجال T35  | 23.17    | 5        | N/A         | N/A         | لم يتقدم | لم يتقدم |
| إيان جونز          | 200 متر رجال T44  | 23.67    | 2 ت      | N/A         | N/A         | 23.00    |          |
| إيان جونز          | 400 متر رجال T44  | N/A      | N/A      | N/A         | N/A         | 51.69    |          |
| جون ماكفول (رياضي) | 100 متر رجال T42  | N/A      | N/A      | N/A         | N/A         | 13.08    |          |
| ستيفن بايتون       | 100 متر رجال T53  | 24.89    | 6        | N/A         | N/A         | لم يتقدم | لم يتقدم |
| ستيفن بايتون       | 400 متر رجال T53  | N/A      | N/A      | N/A         | N/A         | 54.02    | 5        |
| بن راشغروف         | 100 متر رجال T36  | N/A      | N/A      | N/A         | N/A         | 12.35    |          |
| بن راشغروف         | 200 متر رجال T36  | N/A      | N/A      | N/A         | N/A         | DNS      | –        |
| ديفيد وير (رياضي)  | 400 متر رجال T54  | 47.26    | 1 ت      | 47.46       | 1 ت         | 46.02    |          |
| ديفيد وير (رياضي)  | 800 متر رجال T54  | 1:36.24  | 1 ت      | 1:34.27     | 1 ت         | 1:36.61  |          |
| ديفيد وير (رياضي)  | 1500 متر رجال T54 | 3:09.55  | 2 ت      | 3:10.41     | 2 ت         | 3:10.34  |          |
| ديفيد وير (رياضي)  | 5000 متر رجال T54 | 10:21.27 | 1 ت      | N/A         | N/A         | 10:23.03 |          |
| ديفيد وير (رياضي)  | ماراثون رجال T54  | N/A      | N/A      | N/A         | N/A         | DNS      | –        |

رجال—الميدان
| الرياضي        | الأحداث                  | النتيجة             | الترتيب |
| -------------- | ------------------------ | ------------------- | ------- |
| كيني تشرشل     | رمي القرص رجال F32/33/34 | 45.30 متر 941 نقطة  | 6       |
| مارتن كراتش لي | رمي القرص رجال F42       | 12.72 متر 853 نقطة  | 5       |
| دافيد غيل      | رمي الرمح رجال F44       | 8.88 متر 904 نقطة   | 11      |
| دان غريفز      | رمي القرص رجال F44       | 53.04 متر 981 نقطة  |         |
| كريس مارتن     | رمي القرص رجال F33/34/52 | 28.37 متر 1074 نقطة |         |
| ستيفن ميلر     | دفع الجلة رجال F32/51    | 15.44 متر 887 نقطة  | 12      |
| ستيفن ميلر     | رمي الهراوة رجال F32/51  | 34.37 متر 1081 نقطة |         |
| كيرون ميرفي    | رمي القرص رجال F32/34/52 | 29.03 متر 913 نقطة  | 7       |
| دان نوبس       | دفع الجلة رجال F40       | 9.13 متر 940 نقطة   | 10      |
| ريتشارد شابل   | دفع الجلة رجال F40       | 9.55 متر 973 نقطة   | 8       |
| ريتشارد شابل   | رمي القرص رجال F40       | 21.06 متر 875 نقطة  | 10      |
| ناثان ستيفنز   | دفع الجلة رجال F57/58    | 12.57 متر 937 نقطة  | 8       |
| ناثان ستيفنز   | رمي القرص رجال F57/58    | 38.89 متر 834 نقطة  | 11      |
| ناثان ستيفنز   | رمي الرمح رجال F57/58    | 38.56 متر 994 نقطة  | 4       |
| دان ويست       | دفع الجلة رجال F42       | 10.39 متر 963 نقطة  | 8       |
| دان ويست       | رمي القرص رجال F42       | 37.38 متر 951 نقطة  | 6       |

سيدات—المضمار
| الرياضية       | الفئة              | الحدث             | التصفيات | التصفيات | نصف النهائي | نصف النهائي | النهائي  | النهائي  |
| الرياضية       | الفئة              | الحدث             | الزمن    | الترتيب  | الزمن       | الترتيب     | الزمن    | الترتيب  |
| -------------- | ------------------ | ----------------- | -------- | -------- | ----------- | ----------- | -------- | -------- |
| كيت آرنولد     | T37                | 100 متر سيدات T37 | 14.04    | 9        | لم تتقدم    | لم تتقدم    | لم تتقدم | لم تتقدم |
| كيت آرنولد     | T37                | 200 متر سيدات T37 | 28.83    | 9        | N/A         | N/A         | لم تتقدم | لم تتقدم |
| ليبي كليغ      | T12                | 100 متر سيدات T12 | 12.71    | 1 ت      | 12.69       | 1 ت         | 12.51    |          |
| ليبي كليغ      | T12                | 200 متر سيدات T12 | 26.42    | 2 ت      | 26.16       | 4           | لم تتقدم | لم تتقدم |
| كاترينا هارت   | T37                | 100 متر سيدات T37 | 14.94    | 5 ت      | N/A         | N/A         | 15.12    | 7        |
| كاترينا هارت   | T37                | 200 متر سيدات T37 | 31.24    | 4 ت      | N/A         | N/A         | DNS      | –        |
| تريسي هينتون   | T11                | 100 متر سيدات T11 | 13.14    | 2        | N/A         | N/A         | لم تتقدم | لم تتقدم |
| تريسي هينتون   | T11                | 200 متر سيدات T11 | 26.58    | 2 ت      | N/A         | N/A         | 26.68    | 4        |
| تريسي هينتون   | T11                | 400 متر سيدات T11 | 58.89    | 2        | N/A         | N/A         | لم تتقدم | لم تتقدم |
| جيني ماكلوكلين | T37                | 100 متر سيدات T37 | 15.42    | 7        | N/A         | N/A         | لم تتقدم | لم تتقدم |
| جيني ماكلوكلين | T37                | 200 متر سيدات T37 | 32.71    | 7        | N/A         | N/A         | لم تتقدم | لم تتقدم |
| هازل سيمبسون   | 100 متر سيدات T36  | N/A               | N/A      | N/A      | N/A         | 15.40       |          |          |
| هازل سيمبسون   | 200 متر سيدات T36  | N/A               | N/A      | N/A      | N/A         | 32.43       |          |          |
| شيلي وودز      | 800 متر سيدات T54  | 1:55.52           | 3 ت      | N/A      | N/A         | 1:50.03     | 5        |          |
| شيلي وودز      | 1500 متر سيدات T54 | 3:34.41           | 1 ت      | N/A      | N/A         | 3:40.99     |          |          |
| شيلي وودز      | 5000 متر سيدات T54 | N/A               | N/A      | N/A      | N/A         | 12:29.32    |          |          |
| شيلي وودز      | ماراثون سيدات T54  | N/A               | N/A      | N/A      | N/A         | 1:40:03     | 4        |          |

سيدات—الميدان
| الرياضية     | الحدث                        | النتيجة             | الترتيب |
| ------------ | ---------------------------- | ------------------- | ------- |
| هولي أرنولد  | رمي القرص سيدات F46          | 29.10 متر 794 نقطة  | 11      |
| ريبيكا تشين  | رمي القرص سيدات F37/38 *     | DSQ                 | –       |
| ريبيكا تشين  | دفع الجلة سيدات F37/38       | 10.47 متر 917 نقطة  | 10      |
| صوفي هانكوك  | رمي القرص سيدات F40          | 21.53 متر           | 5       |
| صوفي هانكوك  | رمي الرمح سيدات F40          | 7.48 متر            | 5       |
| بيفيرلي جونز | رمي القرص سيدات F37/38       | 27.27 متر 928 نقطة  | 7       |
| بيفيرلي جونز | دفع الجلة سيدات F37/38       | 10.35 متر 1009 نقطة | 5       |
| كيم مينيت    | رمي القرص سيدات F32-34/51-53 | 6.92 متر            | 7       |
| جيما بريسكوت | دفع الجلة سيدات F32/51       | 11.01 متر 993 نقطة  | 8       |
| جيما بريسكوت | رمي القرص سيدات F32/51       | 4.77 متر 938 نقطة   | 7       |
| كلير وليامز  | رمي القرص سيدات F12/13       | 35.01 متر 823 نقطة  | 5       |

* مُنحت في الأصل الميدالية الفضية ولكن جُردت من الميدالية والنتائج بعد الطعن في تصنيفها.
مفتاح
| - DNS = لم يبدأ - DNF = لم ينهِ - DQ = استبعد - PR = قائمة الأرقام القياسية البارالمبية في ألعاب القوى | - Q = مؤهل للنهائي بناءً على الترتيب ضمن التصفيات - q = مؤهل للنهائي كأسرع خاسر من جميع التصفيات - WR = قائمة الأرقام القياسية العالمية في ألعاب القوى للجنة البارالمبية الدولية |

## كرة السلة على الكراسي المتحركة
تأهلت بريطانيا بفرق في كل من منافسات الرجال والسيدات. احتلت سيدات الفريق المركز الثامن من بين عشرة فرق مشاركة، بينما فاز الرجال، محققين إنجازهم في ألعاب أثينا 2004، بالميدالية البرونزية.

### رجال
| قائمة الفريق | مرحلة المجموعات            | مرحلة المجموعات | ربع النهائي       | نصف النهائي        | النهائي (نهائي البرونز)    | النهائي (نهائي البرونز) |
| قائمة الفريق | الخصم النتيجة              | الترتيب         | الخصم النتيجة     | الخصم النتيجة      | الخصم النتيجة              | الترتيب                 |
| --- | -------------------------- | --------------- | ----------------- | ------------------ | -------------------------- | ----------------------- |
| من: - جو بستويك - آندي بليك - سايمون براون - مات بايرن - تيري باي ووتر - بيتر فين بو - جون هال - كيفن هيز - عبدي جاما - سايمون مون - آدي أوروجبيمي - جون بولوك | الصين · ف 81–34            | 3 ت             | ألمانيا · ف 71–64 | أستراليا · خ 54–67 | الولايات المتحدة · ف 85–77 |                         |
| من: - جو بستويك - آندي بليك - سايمون براون - مات بايرن - تيري باي ووتر - بيتر فين بو - جون هال - كيفن هيز - عبدي جاما - سايمون مون - آدي أوروجبيمي - جون بولوك | أستراليا · خ 48–67         | 3 ت             | ألمانيا · ف 71–64 | أستراليا · خ 54–67 | الولايات المتحدة · ف 85–77 |                         |
| من: - جو بستويك - آندي بليك - سايمون براون - مات بايرن - تيري باي ووتر - بيتر فين بو - جون هال - كيفن هيز - عبدي جاما - سايمون مون - آدي أوروجبيمي - جون بولوك | الولايات المتحدة · ف 54–50 | 3 ت             | ألمانيا · ف 71–64 | أستراليا · خ 54–67 | الولايات المتحدة · ف 85–77 |                         |
| من: - جو بستويك - آندي بليك - سايمون براون - مات بايرن - تيري باي ووتر - بيتر فين بو - جون هال - كيفن هيز - عبدي جاما - سايمون مون - آدي أوروجبيمي - جون بولوك | البرازيل · ف 69–53         | 3 ت             | ألمانيا · ف 71–64 | أستراليا · خ 54–67 | الولايات المتحدة · ف 85–77 |                         |
| من: - جو بستويك - آندي بليك - سايمون براون - مات بايرن - تيري باي ووتر - بيتر فين بو - جون هال - كيفن هيز - عبدي جاما - سايمون مون - آدي أوروجبيمي - جون بولوك | إسرائيل · ف 82–67          | 3 ت             | ألمانيا · ف 71–64 | أستراليا · خ 54–67 | الولايات المتحدة · ف 85–77 |                         |

المجموعة ب
| الفريق           | ن | ل | ف | ت | خ | له  | عليه | فارق |
| ---------------- | - | - | - | - | - | --- | ---- | ---- |
| الولايات المتحدة | 9 | 5 | 4 | 0 | 1 | 378 | 247  | 131  |
| المملكة المتحدة  | 9 | 5 | 4 | 0 | 1 | 334 | 271  | 63   |
| أستراليا         | 9 | 5 | 4 | 0 | 1 | 346 | 291  | 55   |
| إسرائيل          | 7 | 5 | 2 | 0 | 3 | 332 | 325  | 7    |
| البرازيل         | 6 | 5 | 1 | 0 | 4 | 291 | 348  | −57  |
| الصين            | 5 | 5 | 0 | 0 | 5 | 203 | 402  | −199 |

مفتاح: ن – نقاط؛ ل – لعب؛ ف – فوز؛ ت – تعادل؛ خ – خسارة؛ له – نقاط له؛ عليه – نقاط عليه؛ فارق – فارق النقاط؛   – تأهل لربع النهائي؛
| 7 سبتمبر 18:30 | النتائج الكاملة | الصين                                                                         | 34–81 | المملكة المتحدة             |  | الاستاد الوطني المسقوف حضور: 11,797 الحكام: جوناثان بليك بورفورد (الولايات المتحدة) |
| 7 سبتمبر 18:30 | النتائج الكاملة | النقاط حسب الربع: 10–18، 6–17، 12–27، 6–19                                    |       |                             |  | الاستاد الوطني المسقوف حضور: 11,797 الحكام: جوناثان بليك بورفورد (الولايات المتحدة) |
| 7 سبتمبر 18:30 | النتائج الكاملة | مسجل: يانغ 12 ارتداد: تشين ه.، تشين كي.، دينغ، غو 1 حاسمة: مون 19 أوروجبيمي 4 |       | مسجل: دينغ 10 حاسمة: مون 11 |  | الاستاد الوطني المسقوف حضور: 11,797 الحكام: جوناثان بليك بورفورد (الولايات المتحدة) |

| 8 سبتمبر 20:45 | النتائج الكاملة | المملكة المتحدة                                       | 48–57 | أستراليا                    |  | الاستاد الوطني المسقوف حضور: 8,580 الحكام: إدوين فرانك والارت (هولندا) |
| 8 سبتمبر 20:45 | النتائج الكاملة | النقاط حسب الربع: 19–19، 4–21، 12–14، 7–13            |       |                             |  | الاستاد الوطني المسقوف حضور: 8,580 الحكام: إدوين فرانك والارت (هولندا) |
| 8 سبتمبر 20:45 | النتائج الكاملة | مسجل: بستويك، مون 9 ارتداد: هال 3 حاسمة: نيس 16 نيس 4 |       | مسجل: بستويك 8 حاسمة: نيس 9 |  | الاستاد الوطني المسقوف حضور: 8,580 الحكام: إدوين فرانك والارت (هولندا) |

| 9 سبتمبر 20:45 | النتائج الكاملة | الولايات المتحدة                                         | 50–54 | المملكة المتحدة                         |  | الاستاد الوطني المسقوف حضور: 8,162 الحكام: روي ديفيد ماركيز (البرازيل) |
| 9 سبتمبر 20:45 | النتائج الكاملة | النقاط حسب الربع: 18–14، 13–13، 8–8، 11–19               |       |                                         |  | الاستاد الوطني المسقوف حضور: 8,162 الحكام: روي ديفيد ماركيز (البرازيل) |
| 9 سبتمبر 20:45 | النتائج الكاملة | مسجل: تشامبرز 14 ارتداد: شولتي 3 حاسمة: بولوك 19 بولوك 9 |       | مسجل: تشامبرز، شولتي 9 حاسمة: بستويك 15 |  | الاستاد الوطني المسقوف حضور: 8,162 الحكام: روي ديفيد ماركيز (البرازيل) |

| 10 سبتمبر 20:45 | النتائج الكاملة | المملكة المتحدة                                      | 69–53 | البرازيل                     |  | الاستاد الوطني المسقوف حضور: 8,201 الحكام: ماكس كيندرفاتر (ألمانيا) |
| 10 سبتمبر 20:45 | النتائج الكاملة | النقاط حسب الربع: 20–10، 13–14، 14–16، 22–13         |       |                              |  | الاستاد الوطني المسقوف حضور: 8,201 الحكام: ماكس كيندرفاتر (ألمانيا) |
| 10 سبتمبر 20:45 | النتائج الكاملة | مسجل: مون 26 ارتداد: فين بو 6 حاسمة: نونيس 11 ليما 4 |       | مسجل: مون 21 حاسمة: نونيس 10 |  | الاستاد الوطني المسقوف حضور: 8,201 الحكام: ماكس كيندرفاتر (ألمانيا) |

| 11 سبتمبر 10:00 | النتائج الكاملة | إسرائيل                                                   | 67–82 | المملكة المتحدة               |  | صالة الألعاب الرياضية بجامعة بكين للعلوم والتكنولوجيا حضور: 1,302 الحكام: إدوين فرانك والارت (هولندا) |
| 11 سبتمبر 10:00 | النتائج الكاملة | النقاط حسب الربع: 16–22، 10–19، 16–21، 25–20              |       |                               |  | صالة الألعاب الرياضية بجامعة بكين للعلوم والتكنولوجيا حضور: 1,302 الحكام: إدوين فرانك والارت (هولندا) |
| 11 سبتمبر 10:00 | النتائج الكاملة | مسجل: روزنبرغ 17 ارتداد: روزنبرغ 6 حاسمة: مون 25 بولوك 13 |       | مسجل: فيليبس 11 حاسمة: مون 20 |  | صالة الألعاب الرياضية بجامعة بكين للعلوم والتكنولوجيا حضور: 1,302 الحكام: إدوين فرانك والارت (هولندا) |

ربع النهائي
| 13 سبتمبر 16:45 | النتائج الكاملة | ألمانيا                                                    | 64–71 | المملكة المتحدة                  |  | الاستاد الوطني المسقوف حضور: 12,000 الحكام: بيل كورزي (الولايات المتحدة) |
| 13 سبتمبر 16:45 | النتائج الكاملة | النقاط حسب الربع: 17–21، 13–17، 14–20، 20–13               |       |                                  |  | الاستاد الوطني المسقوف حضور: 12,000 الحكام: بيل كورزي (الولايات المتحدة) |
| 13 سبتمبر 16:45 | النتائج الكاملة | مسجل: كولر-لينز 18 ارتداد: كريستنك 5 حاسمة: مون 31 بولوك 8 |       | مسجل: كولر-لينز 11 حاسمة: مون 20 |  | الاستاد الوطني المسقوف حضور: 12,000 الحكام: بيل كورزي (الولايات المتحدة) |

نصف النهائي
| 14 سبتمبر 19:00 | النتائج الكاملة | المملكة المتحدة                                            | 54–67 | أستراليا                   |  | الاستاد الوطني المسقوف حضور: 12,000 الحكام: خوان مانويل أورونيولا (إسبانيا) |
| 14 سبتمبر 19:00 | النتائج الكاملة | النقاط حسب الربع: 6–19، 14–17، 13–18، 21–13                |       |                            |  | الاستاد الوطني المسقوف حضور: 12,000 الحكام: خوان مانويل أورونيولا (إسبانيا) |
| 14 سبتمبر 19:00 | النتائج الكاملة | مسجل: بولوك 18 ارتداد: بولوك 3 حاسمة: إيفيسون 22 إيفيسون 2 |       | مسجل: مون 11 حاسمة: نيس 11 |  | الاستاد الوطني المسقوف حضور: 12,000 الحكام: خوان مانويل أورونيولا (إسبانيا) |

نهائي الميدالية البرونزية
| 16 سبتمبر 17:00 | النتائج الكاملة | الولايات المتحدة                                               | 77–85 | المملكة المتحدة               |  | الاستاد الوطني المسقوف حضور: 12,000 الحكام: ماكس كيندرفاتر (ألمانيا) |
| 16 سبتمبر 17:00 | النتائج الكاملة | النقاط حسب الربع: 14–18، 22–19، 11–24، 30–24                   |       |                               |  | الاستاد الوطني المسقوف حضور: 12,000 الحكام: ماكس كيندرفاتر (ألمانيا) |
| 16 سبتمبر 17:00 | النتائج الكاملة | مسجل: تشامبرز 25 ارتداد: ليد، باي 3 حاسمة: باي ووتر 32 بولوك 5 |       | مسجل: تشامبرز 6 حاسمة: مون 13 |  | الاستاد الوطني المسقوف حضور: 12,000 الحكام: ماكس كيندرفاتر (ألمانيا) |

### سيدات
| قائمة الفريق | مرحلة المجموعات            | مرحلة المجموعات | ربع النهائي       | نصف النهائي (نصف نهائي تحديد المراكز 5–8) | النهائي (نهائي تحديد المراكز 7–8) | النهائي (نهائي تحديد المراكز 7–8) |
| قائمة الفريق | الخصم النتيجة              | الترتيب         | الخصم النتيجة     | الخصم النتيجة                             | الخصم النتيجة                     | الترتيب                           |
| --- | -------------------------- | --------------- | ----------------- | ----------------------------------------- | --------------------------------- | --------------------------------- |
| من: - جيل فوكس - هيلين فريمان - جوان هاربر - بولا جونسون - كارولين ماكلين - كارولين ماثيوز - باولين ماكدونالد - ويندي سميث - كلير سترينج - لويز سوغدن - هيلين تيرنر - سالي ويجر - آن وايلد | أستراليا · خ 30–59         | 4 ت             | اليابان · خ 38–45 | هولندا · خ 39–49                          | الصين · خ 38–57                   | 8                                 |
| من: - جيل فوكس - هيلين فريمان - جوان هاربر - بولا جونسون - كارولين ماكلين - كارولين ماثيوز - باولين ماكدونالد - ويندي سميث - كلير سترينج - لويز سوغدن - هيلين تيرنر - سالي ويجر - آن وايلد | البرازيل · ف 61–29         | 4 ت             | اليابان · خ 38–45 | هولندا · خ 39–49                          | الصين · خ 38–57                   | 8                                 |
| من: - جيل فوكس - هيلين فريمان - جوان هاربر - بولا جونسون - كارولين ماكلين - كارولين ماثيوز - باولين ماكدونالد - ويندي سميث - كلير سترينج - لويز سوغدن - هيلين تيرنر - سالي ويجر - آن وايلد | الولايات المتحدة · خ 31–56 | 4 ت             | اليابان · خ 38–45 | هولندا · خ 39–49                          | الصين · خ 38–57                   | 8                                 |
| من: - جيل فوكس - هيلين فريمان - جوان هاربر - بولا جونسون - كارولين ماكلين - كارولين ماثيوز - باولين ماكدونالد - ويندي سميث - كلير سترينج - لويز سوغدن - هيلين تيرنر - سالي ويجر - آن وايلد | ألمانيا · خ 44–50          | 4 ت             | اليابان · خ 38–45 | هولندا · خ 39–49                          | الصين · خ 38–57                   | 8                                 |

المجموعة ب
| الفريق           | ن | ل | ف | ت | خ | له  | عليه | فارق |
| ---------------- | - | - | - | - | - | --- | ---- | ---- |
| الولايات المتحدة | 8 | 4 | 4 | 0 | 0 | 227 | 149  | 78   |
| ألمانيا          | 7 | 4 | 3 | 0 | 1 | 214 | 174  | 40   |
| أستراليا         | 6 | 4 | 2 | 0 | 2 | 223 | 185  | 38   |
| المملكة المتحدة  | 5 | 4 | 1 | 0 | 3 | 166 | 194  | −28  |
| البرازيل         | 4 | 4 | 0 | 0 | 4 | 129 | 257  | −128 |

مفتاح: ن – نقاط؛ ل – لعب؛ ف – فوز؛ ت – تعادل؛ خ – خسارة؛ له – نقاط له؛ عليه – نقاط عليه؛ فارق – فارق النقاط؛   – تأهل لربع النهائي؛
| 7 سبتمبر 10:00 | النتائج الكاملة | أستراليا                                                               | 59–30 | المملكة المتحدة                       |  | صالة الألعاب الرياضية بجامعة بكين للعلوم والتكنولوجيا حضور: 2,140 الحكام: بيل كورزي (الولايات المتحدة) |
| 7 سبتمبر 10:00 | النتائج الكاملة | النقاط حسب الربع: 24–2، 6–7، 18–4، 11–13                               |       |                                       |  | صالة الألعاب الرياضية بجامعة بكين للعلوم والتكنولوجيا حضور: 2,140 الحكام: بيل كورزي (الولايات المتحدة) |
| 7 سبتمبر 10:00 | النتائج الكاملة | مسجل: كريسبين 16 ارتداد: تي ش 4 حاسمة: سترينج، ويجر 5 فريمان، سترينج 3 |       | مسجل: كريسبين، تي ش 8 حاسمة: فريمان 7 |  | صالة الألعاب الرياضية بجامعة بكين للعلوم والتكنولوجيا حضور: 2,140 الحكام: بيل كورزي (الولايات المتحدة) |

| 9 سبتمبر 17:45 | النتائج الكاملة | المملكة المتحدة                                            | 60–29 | البرازيل                   |  | صالة الألعاب الرياضية بجامعة بكين للعلوم والتكنولوجيا حضور: 1,190 الحكام: سيرجيو جيوردانو (كندا) |
| 9 سبتمبر 17:45 | النتائج الكاملة | النقاط حسب الربع: 14–5، 12–13، 18–6، 17–5                  |       |                            |  | صالة الألعاب الرياضية بجامعة بكين للعلوم والتكنولوجيا حضور: 1,190 الحكام: سيرجيو جيوردانو (كندا) |
| 9 سبتمبر 17:45 | النتائج الكاملة | مسجل: سترينج 14 ارتداد: سترينج 6 حاسمة: مورايس 12 مورايس 3 |       | مسجل: ويجر 13 حاسمة: ريس 8 |  | صالة الألعاب الرياضية بجامعة بكين للعلوم والتكنولوجيا حضور: 1,190 الحكام: سيرجيو جيوردانو (كندا) |

| 10 سبتمبر 12:15 | النتائج الكاملة | الولايات المتحدة                                           | 56–31 | المملكة المتحدة                      |  | صالة الألعاب الرياضية بجامعة بكين للعلوم والتكنولوجيا حضور: 964 الحكام: هو شويت ميي (سنغافورة) |
| 10 سبتمبر 12:15 | النتائج الكاملة | النقاط حسب الربع: 16–7، 11–6، 16–11، 13–7                  |       |                                      |  | صالة الألعاب الرياضية بجامعة بكين للعلوم والتكنولوجيا حضور: 964 الحكام: هو شويت ميي (سنغافورة) |
| 10 سبتمبر 12:15 | النتائج الكاملة | مسجل: غونزاليس 14 ارتداد: موراي 3 حاسمة: ماكلين 9 فريمان 3 |       | مسجل: غونزاليس، رودل 6 حاسمة: ويجر 7 |  | صالة الألعاب الرياضية بجامعة بكين للعلوم والتكنولوجيا حضور: 964 الحكام: هو شويت ميي (سنغافورة) |

| 11 سبتمبر 11:15 | النتائج الكاملة | المملكة المتحدة                                                    | 44–50 | ألمانيا                             |  | الاستاد الوطني المسقوف حضور: 7,684 الحكام: ماتياس كينتانا (الأرجنتين) |
| 11 سبتمبر 11:15 | النتائج الكاملة | النقاط حسب الربع: 8–11، 11–12، 8–15، 14–12                         |       |                                     |  | الاستاد الوطني المسقوف حضور: 7,684 الحكام: ماتياس كينتانا (الأرجنتين) |
| 11 سبتمبر 11:15 | النتائج الكاملة | مسجل: سترينج 12 ارتداد: سترينج، وايلد 3 حاسمة: مونين 16 باتربودت 3 |       | مسجل: تيرنر، ويجر 7 حاسمة: مونين 10 |  | الاستاد الوطني المسقوف حضور: 7,684 الحكام: ماتياس كينتانا (الأرجنتين) |

ربع النهائي
| 12 سبتمبر 16:45 | النتائج الكاملة | اليابان                                                           | 45–38 | المملكة المتحدة                |  | الاستاد الوطني المسقوف حضور: 12,215 الحكام: ماثيو برايان ويلز (أستراليا) |
| 12 سبتمبر 16:45 | النتائج الكاملة | النقاط حسب الربع: 9–10، 5–10، 12–6، 19–12                         |       |                                |  | الاستاد الوطني المسقوف حضور: 12,215 الحكام: ماثيو برايان ويلز (أستراليا) |
| 12 سبتمبر 16:45 | النتائج الكاملة | مسجل: تاكوبو 17 ارتداد: أميموتو 5 حاسمة: ويجر 14 فريمان، سترينج 3 |       | مسجل: تاكوبو 12 حاسمة: ويجر 10 |  | الاستاد الوطني المسقوف حضور: 12,215 الحكام: ماثيو برايان ويلز (أستراليا) |

نصف نهائي تحديد المراكز 5–8
| 14 سبتمبر 11:15 | النتائج الكاملة | هولندا                                                          | 46–39 | المملكة المتحدة                                |  | الاستاد الوطني المسقوف حضور: 12,000 الحكام: أدريانوس بافلوبولوس (اليونان) |
| 14 سبتمبر 11:15 | النتائج الكاملة | النقاط حسب الربع: 11–8، 12–13، 6–8، 17–10                       |       |                                                |  | الاستاد الوطني المسقوف حضور: 12,000 الحكام: أدريانوس بافلوبولوس (اليونان) |
| 14 سبتمبر 11:15 | النتائج الكاملة | مسجل: فان أوسترو م 17 ارتداد: كورفر 6 حاسمة: فريمان 10 ماكلين 5 |       | مسجل: غارنييه 8 حاسمة: فريمان، ماكلين، تيرنر 7 |  | الاستاد الوطني المسقوف حضور: 12,000 الحكام: أدريانوس بافلوبولوس (اليونان) |

نهائي تحديد المراكز 7–8
| 15 سبتمبر 13:30 | النتائج الكاملة | الصين                                                               | 57–38 | المملكة المتحدة                      |  | الاستاد الوطني المسقوف حضور: 12,000 الحكام: سيبو أولافي فيليانين (جمهورية التشيك) |
| 15 سبتمبر 13:30 | النتائج الكاملة | النقاط حسب الربع: 9–15، 20–2، 12–10، 16–11                          |       |                                      |  | الاستاد الوطني المسقوف حضور: 12,000 الحكام: سيبو أولافي فيليانين (جمهورية التشيك) |
| 15 سبتمبر 13:30 | النتائج الكاملة | مسجل: فو يونغ تشينغ 28 ارتداد: تشن داماي 5 حاسمة: فريمان 7 سترينج 3 |       | مسجل: فو يونغ تشينغ 14 حاسمة: ويجر 6 |  | الاستاد الوطني المسقوف حضور: 12,000 الحكام: سيبو أولافي فيليانين (جمهورية التشيك) |

## بوتشيا
رياضة البوتشيا البارالمبية مفتوحة للاعبين المصابين بالشلل الدماغي وغيره من الإعاقات الجسدية الكبرى. تم اختيار أربعة لاعبين للمنافسة في الألعاب، بما في ذلك الحائز على الميدالية الذهبية في الألعاب البارالمبية الصيفية 2008 نايجل موراي. تقدم موراي إلى النهائي حيث، على الرغم من تقدمه 3–1 في مرحلة ما، لم يتمكن من هزيمة كارين هوي يينغ كوك وفاز بالميدالية الفضية. كان موراي أيضاً جزءاً من الفريق المكون من أربعة أفراد الذي فاز بالميدالية الذهبية في حدث بوتشيا، بفوزه على حامل اللقب البرتغال في النهائي.
| الرياضي                                                  | الحدث  | المباريات التمهيدية                                                                                   | المباريات التمهيدية | ربع النهائي             | نصف النهائي              | النهائي               | النهائي  |
| الرياضي                                                  | الحدث  | الخصم النتيجة                                                                                         | الترتيب             | الخصم النتيجة           | الخصم النتيجة            | الخصم النتيجة         | الترتيب  |
| -------------------------------------------------------- | ------ | --- | ------------------- | ----------------------- | ------------------------ | --------------------- | -------- |
| دايفيد سميث (رياضي)                                      | بوتشيا | البرتغال ماركيز · ف 3–2 · النرويج أوندالين · ف 6–1 · أيرلندا موران · خ 0–9 · نيوزيلندا ساندرز · خ 2–5 | 3                   | لم يتقدم                | لم يتقدم                 | لم يتقدم              | لم يتقدم |
| دان بنتلي                                                | بوتشيا | البرتغال فيريرا · خ 1–6 · اليابان كاينوما · ف 5–2 · أيرلندا لي إيجي · ف 5–1                           | 2                   | لم يتقدم                | لم يتقدم                 | لم يتقدم              | لم يتقدم |
| نايجل موراي                                              | بوتشيا | الصين لونغ · ف 9–1 · اليابان هيروس · ف 10–0 · نيوزيلندا بونر · ف 17–0                                 | 1                   | إسبانيا كورديرو · ف 7–4 | الأرجنتين كورتيز · ف 4–1 | هونغ كونغ كوك · خ 3–5 |          |
| زوي روبنسون                                              | بوتشيا | كندا دوكوفيتش · خ 2–4 · اليابان أوشيدا · خ 2–6 · فنلندا أولي ككا · خ 2–5                              | 4                   | لم يتقدم                | لم يتقدم                 | لم يتقدم              | لم يتقدم |
| دان بنتلي، نايجل موراي، زوي روبنسون، دايفيد سميث (رياضي) | بوتشيا | كندا · ف 7–6 · الأرجنتين · ف 6–4                                                                      | 1                   | النرويج · ف 11–1        | الصين · ف 7–3            | البرتغال · ف 8–4      |          |

## ركوب الدراجات
تألف فريق ركوب الدراجات البريطاني من عشرة راكبين، بمن فيهم حاملو الميداليات الذهبية البارالمبية العائدون آيلين ماك غلين، وشريكتها في الترادف إيلين هنتر، ودارين كيني. كما تم اختيار السباحين السابقين جودي كاندي وسارة ستوري في الفريق. تدرب فريق ركوب الدراجات البارالمبي، الذي دربه كريس فوربر وأدارته هيلين مورتيمر، جنبًا إلى جنب مع فريق ركوب الدراجات الأولمبي البريطاني. فاز دارين كيني بخمس ميداليات، أربع ذهبيات وواحدة فضية، أكثر من أي منافس بريطاني آخر في هذه الألعاب. سجل كاندي رقماً قياسياً عالمياً جديداً وفاز بميداليتين ذهبيتين في المضمار ليضيفهما إلى ميدالياته الخمس في السباحة من الألعاب السابقة؛ وهذا يعني أنه عادل إنجاز ريبيكا روميرو في الألعاب الأولمبية الصيفية 2008 في أن يصبح حائزاً على ميداليات في رياضتين مختلفتين. في المجمل، فاز الدراجون البريطانيون بعشرين ميدالية، سبعة عشر منها ذهبية، ليتصدروا جداول ميداليات ركوب الدراجات لكل من فعاليات الطرق والمضمار.
الزمن الفعلي
لضمان عدالة المنافسة عندما يتنافس رياضيون ذوو إعاقات مختلفة، يتم أحيانًا تعديل الأوقات المحققة بنسبة مئوية، لإنتاج نتيجة تُعرف باسم "الزمن الفعلي". هذا هو الزمن الذي يحدد نتيجة السباقات، وهو مدرج أدناه. عندما يختلف هذا عن الزمن الفعلي المسجل، يتم أيضًا إدراج الزمن الفعلي.

### الطرق
| الرياضي                 | الحدث                                | الزمن                     | الترتيب |
| ----------------------- | ------------------------------------ | ------------------------- | ------- |
| مارك بريستو             | سباق الطرق فردي رجال LC1/LC2/CP4     | 2:01:44                   | 24      |
| دارين كيني              | سباق الطرق فردي رجال LC3/LC4/CP3     | 1:37:00                   |         |
| دارين كيني              | سباق الزمن فردي رجال CP3             | 37:38.42                  |         |
| ريتشل موريس             | سباق الطرق فردي سيدات HC A/HC B/HC C | 1:17:12                   | 6       |
| ريتشل موريس             | سباق الزمن فردي سيدات HC A/HC B/HC C | FT: 20:57.09 AT: 25:39.22 |         |
| سيمون ريتشاردسون (دراج) | سباق الطرق فردي رجال LC3/LC4/CP3     | 1:39:14                   | 10      |
| سيمون ريتشاردسون (دراج) | سباق الزمن فردي رجال LC3             | 38:23.73                  |         |
| ديفيد ستون              | سباق الطرق فردي مختلط CP 1/CP 2      | 45:05.33                  |         |
| ديفيد ستون              | سباق الزمن فردي مختلط CP 1/CP 2      | 22:14.86                  |         |
| سارة ستوري              | سباق الزمن فردي سيدات LC 1/LC 2/CP 4 | 37:16.65                  |         |

مفتاح
- AT = الزمن الفعلي
- FT = الزمن الفعلي

### المضمار
رجال
| الرياضي                             | الحدث                            | التصفيات                                        | التصفيات | ربع النهائي                                        | ربع النهائي | نصف النهائي                                      | نصف النهائي | النهائي                                        | النهائي |
| الرياضي                             | الحدث                            | الزمن                                           | الترتيب  | الزمن                                              | الترتيب     | الزمن                                            | الترتيب     | الزمن                                          | الترتيب |
| ----------------------------------- | -------------------------------- | ----------------------------------------------- | -------- | -------------------------------------------------- | ----------- | ------------------------------------------------ | ----------- | ---------------------------------------------- | ------- |
| مارك بريستو (دراج)                  | سباق الزمن فردي رجال 1 كم LC1    | N/A                                             | N/A      | N/A                                                | N/A         | N/A                                              | N/A         | 1:08.873 WR                                    |         |
| جودي كاندي                          | سباق الزمن فردي رجال 1 كم LC2    | N/A                                             | N/A      | N/A                                                | N/A         | N/A                                              | N/A         | 1:05.466 WR                                    |         |
| سيمون ريتشاردسون (دراج)             | سباق الزمن فردي رجال 1 كم LC3–4  | N/A                                             | N/A      | N/A                                                | N/A         | N/A                                              | N/A         | 1:53.102 WR                                    |         |
| سيمون ريتشاردسون (دراج)             | مطاردة فردية LC3–4               | إسبانيا أنطونيو غارسيا مارتينيز · ف 3:48.178 WR | 1 ت      | N/A                                                | N/A         | N/A                                              | N/A         | اليابان فوجيتا · ف 3:49.214                    |         |
| ريك وادون                           | سباق الزمن فردي رجال 1 كم CP3    | N/A                                             | N/A      | N/A                                                | N/A         | N/A                                              | N/A         | 1:11.161                                       |         |
| دارين كيني                          | سباق الزمن فردي رجال 1 كم CP3    | N/A                                             | N/A      | N/A                                                | N/A         | N/A                                              | N/A         | 1:08.668 WR                                    |         |
| دارين كيني                          | مطاردة فردية CP3                 | إسبانيا خافيير أوكسوا · ف 3.36.875 WR           | 1 ت      | N/A                                                | N/A         | N/A                                              | N/A         | كوريا الجنوبية جين · ف OVL                     |         |
| أنتوني كابس، بارني ستوري            | سباق الزمن ترادف 1 كم B&VI       | N/A                                             | N/A      | N/A                                                | N/A         | N/A                                              | N/A         | 1:02.864 WR                                    |         |
| أنتوني كابس، بارني ستوري            | سباق السرعة ترادف رجال B&VI 1–3  | 10.536                                          | 1 ت      | الأرجنتين ناتكمبير، · فيراري · ف 12.007 · ف 11.661 | 1 ت         | اليابان أوشيرو، · تاكاهاشي · ف 10.747 · ف 11.467 | 1 ت         | أستراليا ديمري، · هوبكنز · ف 10.758 · ف 11.524 |         |
| جودي كاندي، دارين كيني، مارك بريستو | سباق السرعة فرق رجال LC1–4 CP3/4 | 49.561                                          | 1 ت      | N/A                                                | N/A         | N/A                                              | N/A         | الصين · ف 49.323 · ف 50.480                    |         |

سيدات
| الرياضية                   | الحدث                               | التصفيات                                 | التصفيات | النهائي                                  | النهائي |
| الرياضية                   | الحدث                               | الزمن                                    | الترتيب  | الزمن                                    | الترتيب |
| -------------------------- | ----------------------------------- | ---------------------------------------- | -------- | ---------------------------------------- | ------- |
| سارة ستوري                 | سباق الزمن فردي 500 متر LC1-2/CP 4 ‏ | N/A                                      | N/A      | 38.356                                   | 5       |
| سارة ستوري                 | مطاردة فردية LC1-2/CP 4             | الولايات المتحدة نايمانس · ف 3:40.492 WR | 2 ت      | الولايات المتحدة شوبل · ف 3:36.637 WR    |         |
| آيلين ماك غلين، إيلين هنتر | سباق الزمن فردي 1 كم ترادف B&VI     | N/A                                      | N/A      | 1:09.066 WR                              |         |
| آيلين ماك غلين، إيلين هنتر | مطاردة فردية ترادف B&VI             | نيوزيلندا بارسونز، · فاريل · ف 3:40.997  | 2 ت      | أستراليا ليندي هو، · غالاغر · ف 3:39.809 |         |

مفتاح
- OVL = فوز بالتجاوز
- Q = تأهل للجولة التالية
- WR = رقم قياسي عالمي

## الفروسية
فعاليات الفروسية الوحيدة التي أقيمت في الألعاب البارالمبية هي في تخصص ترويض الخيول. تنافس سبعة فرسان بريطانيين، في كل من الفعاليات الفردية والجماعية، وفازوا بخمس ذهبيات وخمس فضيات. فاز لي بيرسون بثلاثة ألقاب للمرة الثالثة على التوالي في الألعاب، وفازت آن دونهام، عن عمر 59 عامًا، بأول ميدالية ذهبية فردية لها في الألعاب البارالمبية، بعد أن فازت بثلاث ذهبيات جماعية وكانت بطلة عالمية خمس مرات.
| الرياضي                                            | الحصان                                     | الحدث                          | جولة الاختبار                       | جولة الاختبار | الجولة النهائية                     | الجولة النهائية | المجموع | المجموع |
| الرياضي                                            | الحصان                                     | الحدث                          | النتيجة                             | الترتيب       | النتيجة                             | الترتيب         | النتيجة | الترتيب |
| -------------------------------------------------- | ------------------------------------------ | ------------------------------ | ----------------------------------- | ------------- | ----------------------------------- | --------------- | ------- | ------- |
| ريكي بالشاو                                        | ديكونس جيورجي                              | اختبار البطولة الفردي درجة Ib  | N/A                                 | N/A           | N/A                                 | N/A             | 64.953  | 5       |
| ريكي بالشاو                                        | ديكونس جيورجي                              | اختبار الفردي الحر درجة Ib ‏    | N/A                                 | N/A           | N/A                                 | N/A             | 70.444  |         |
| صوفي كريستيانسن                                    | لامبروسكو الثالث                           | اختبار البطولة الفردي درجة Ia  | N/A                                 | N/A           | N/A                                 | N/A             | 72.800  |         |
| صوفي كريستيانسن                                    | لامبروسكو الثالث                           | اختبار الفردي الحر درجة Ia     | N/A                                 | N/A           | N/A                                 | N/A             | 76.166  |         |
| فيليسيتي كولثارد                                   | روفلار                                     | اختبار البطولة الفردي درجة II  | N/A                                 | N/A           | N/A                                 | N/A             | 65.546  | 6       |
| فيليسيتي كولثارد                                   | روفلار                                     | اختبار الفردي الحر درجة II     | N/A                                 | N/A           | N/A                                 | N/A             | 71.056  |         |
| ديبي كريدل                                         | بافاروتي                                   | اختبار البطولة الفردي درجة III | N/A                                 | N/A           | N/A                                 | N/A             | 68.160  | 5       |
| ديبي كريدل                                         | بافاروتي                                   | اختبار الفردي الحر درجة III    | N/A                                 | N/A           | N/A                                 | N/A             | 73.110  | 4       |
| آن دونهام                                          | تيدي                                       | اختبار البطولة الفردي درجة Ia  | N/A                                 | N/A           | N/A                                 | N/A             | 73.100  |         |
| آن دونهام                                          | تيدي                                       | اختبار الفردي الحر درجة Ia     | N/A                                 | N/A           | N/A                                 | N/A             | 73.333  |         |
| سيمون لورنز                                        | أوشن دايموند                               | اختبار البطولة الفردي درجة III | N/A                                 | N/A           | N/A                                 | N/A             | 62.88   | 8       |
| سيمون لورنز                                        | أوشن دايموند                               | اختبار الفردي الحر درجة III    | N/A                                 | N/A           | N/A                                 | N/A             | 73.499  |         |
| لي بيرسون                                          | جنتلمان                                    | اختبار البطولة الفردي درجة Ib  | N/A                                 | N/A           | N/A                                 | N/A             | 73.238  |         |
| لي بيرسون                                          | جنتلمان                                    | اختبار الفردي الحر درجة Ib ‏    | N/A                                 | N/A           | N/A                                 | N/A             | 77.057  |         |
| سيمون لورنز، صوفي كريستيانسن، لي بيرسون، آن دونهام | أوشن دايموند لامبروسكو الثالث جنتلمان تيدي | حدث الفرق                      | 220.470 69.538 72.000 73.294 75.176 | 1             | 219.138 62.880 72.800 73.238 73.100 | 1               | 439.608 |         |

## مبارزة الكراسي المتحركة
كان لي فوسيت هو المبارز البريطاني الوحيد المؤهل للألعاب، وقد تنافس في كل من فعاليات سيف الشيش وسيف المبارزة من فئة B. كان فوسيت آخر رياضي بريطاني يتنافس في بكين، حيث خسر مباراته في دور الـ 16 في سيف المبارزة أمام سيرغي شينكيفيتش من أوكرانيا.
| الرياضي  | الحدث                    | مباريات المجموعات | مباريات المجموعات | دور الـ 16                  | ربع النهائي   | نصف النهائي   | النهائي       | النهائي  |
| الرياضي  | الحدث                    | الخصم النتيجة | الترتيب           | الخصم النتيجة               | الخصم النتيجة | الخصم النتيجة | الخصم النتيجة | الترتيب  |
| -------- | ------------------------ | --- | ----------------- | --------------------------- | ------------- | ------------- | ------------- | -------- |
| لي فوسيت | سيف الشيش فردي رجال B    | الولايات المتحدة رودجرز · خ 0–5 · الكويت السعدي · خ 2–5 · بولندا تشوب · ف 5–4 · أوكرانيا داتسكو · خ 1–5 · فرنسا فرانسوا · خ 1–5 | 5                 | لم يتقدم                    | لم يتقدم      | لم يتقدم      | لم يتقدم      | لم يتقدم |
| لي فوسيت | سيف المبارزة فردي رجال B | فرنسا فرانسوا · خ 0–5 · إسبانيا أرنا و · ف 5–0 · أوكرانيا شينكيفيتش · خ 3–5 · المجر شيكيريش · خ 3–5 · كندا مينفيل · ف 5–3       | 4                 | أوكرانيا شينكيفيتش · خ 4–15 | لم يتقدم      | لم يتقدم      | لم يتقدم      | لم يتقدم |

## كرة القدم خماسية
تصنف هذه الرياضة كحدث B1، مما يعني أنها للمكفوفين، ومع ذلك، يمكن للرياضيين ضعاف البصر أيضًا المشاركة حيث يرتدي جميع المتنافسين غطاء للعين لضمان تساوي الفرص. يمكن لحراس المرمى أن يكونوا مبصرين طالما لم يتم تسجيلهم في الاتحاد الدولي لكرة القدم منذ عام 2003. يمكن لكل فريق أيضًا أن يكون لديه مرشد خلف مرمى الخصم لتوجيه اللاعبين.
تأهلت بريطانيا العظمى من خلال بطولة أوروبا للاتحاد الدولي لرياضات المكفوفين، التي أقيمت في اليونان عام 2007، حيث فاز الفريق بالميدالية الفضية. كانت هذه هي المرة الأولى التي تمثل فيها بريطانيا في هذه الرياضة في الألعاب البارالمبية. احتل الفريق المركز الخامس من بين الفرق الستة التي تنافست، بعد فوزه على كوريا الجنوبية بركلات الترجيح في مباراة تحديد المركزين الخامس والسادس.
التمهيديات
| قائمة الفريق | مرحلة المجموعات        | مرحلة المجموعات | النهائي (تصنيف 5–6)                               | النهائي (تصنيف 5–6) |
| قائمة الفريق | الخصم النتيجة          | الترتيب         | الخصم النتيجة                                     | الترتيب             |
| --- | ---------------------- | --------------- | ------------------------------------------------- | ------------------- |
| من: - أجمل أحمد - أندرو بريان ت - ديفيد كلارك - لي غريت باتش - جوناثان غريبين - سيمون هيل - ويليام نورمان - كيرين سيل - جوناثان بيو (حارس مرمى مبصر) - دانيال جيمس (حارس مرمى مبصر) | الصين · خ 0–3          | 5               | كوريا الجنوبية · ف 1–1 · (فوز بركلات الترجيح 1–0) | 5                   |
| من: - أجمل أحمد - أندرو بريان ت - ديفيد كلارك - لي غريت باتش - جوناثان غريبين - سيمون هيل - ويليام نورمان - كيرين سيل - جوناثان بيو (حارس مرمى مبصر) - دانيال جيمس (حارس مرمى مبصر) | كوريا الجنوبية · ف 2–1 | 5               | كوريا الجنوبية · ف 1–1 · (فوز بركلات الترجيح 1–0) | 5                   |
| من: - أجمل أحمد - أندرو بريان ت - ديفيد كلارك - لي غريت باتش - جوناثان غريبين - سيمون هيل - ويليام نورمان - كيرين سيل - جوناثان بيو (حارس مرمى مبصر) - دانيال جيمس (حارس مرمى مبصر) | إسبانيا · خ 1–3        | 5               | كوريا الجنوبية · ف 1–1 · (فوز بركلات الترجيح 1–0) | 5                   |
| من: - أجمل أحمد - أندرو بريان ت - ديفيد كلارك - لي غريت باتش - جوناثان غريبين - سيمون هيل - ويليام نورمان - كيرين سيل - جوناثان بيو (حارس مرمى مبصر) - دانيال جيمس (حارس مرمى مبصر) | البرازيل · خ 0–5       | 5               | كوريا الجنوبية · ف 1–1 · (فوز بركلات الترجيح 1–0) | 5                   |
| من: - أجمل أحمد - أندرو بريان ت - ديفيد كلارك - لي غريت باتش - جوناثان غريبين - سيمون هيل - ويليام نورمان - كيرين سيل - جوناثان بيو (حارس مرمى مبصر) - دانيال جيمس (حارس مرمى مبصر) | الأرجنتين · خ 1–3      | 5               | كوريا الجنوبية · ف 1–1 · (فوز بركلات الترجيح 1–0) | 5                   |

| الفريق          | ن  | ل | ف | ت | خ | له | عليه | فارق |
| --------------- | -- | - | - | - | - | -- | ---- | ---- |
| الصين           | 13 | 5 | 4 | 1 | 0 | 7  | 1    | +6   |
| البرازيل        | 11 | 5 | 3 | 2 | 0 | 10 | 1    | +9   |
| الأرجنتين       | 10 | 5 | 3 | 1 | 1 | 7  | 2    | +5   |
| إسبانيا         | 4  | 5 | 1 | 1 | 3 | 5  | 7    | −2   |
| المملكة المتحدة | 3  | 5 | 1 | 0 | 4 | 4  | 15   | −11  |
| كوريا الجنوبية  | 1  | 5 | 0 | 1 | 4 | 3  | 10   | −7   |

مفتاح: ن – نقاط؛ ل – لعب؛ ف – فوز؛ ت – تعادل؛ خ – خسارة؛ له – أهداف له؛ عليه – أهداف عليه؛ فارق – فارق الأهداف؛   – تأهل لمباراة الميدالية الذهبية؛   – تأهل لمباراة الميدالية البرونزية؛
| الصين                        | 3–0 | المملكة المتحدة |
| ---------------------------- | --- | --------------- |
| وانغ يا فنغ (2) تشن شان يونغ |     |                 |

| كوريا الجنوبية | 1–2 | المملكة المتحدة            |
| -------------- | --- | -------------------------- |
| هور سوك        |     | ديفيد كلارك جوناثان غريبين |

| المملكة المتحدة | 1–3 | إسبانيا                                                     |
| --------------- | --- | ----------------------------------------------------------- |
| ديفيد كلارك     |     | ألفريدو كوادرادو مارسيلو روسادو أنطونيو خيسوس مارتين جايتان |

| المملكة المتحدة | 0–5 | البرازيل                                                                         |
| --------------- | --- | -------------------------------------------------------------------------------- |
|                 |     | جواو باتيستا سيلفا ميزائيل أوليفيرا أجمل مقصود أحمد (هدف ذاتي) ريكاردو ألفيس (2) |

| الأرجنتين                     | 3–1 | المملكة المتحدة |
| ----------------------------- | --- | --------------- |
| سيلفيو فيلا (2) إيفان فيغيروا |     | لي غريت باتش    |

تحديد المركزين 5–6
| المملكة المتحدة   | 1–1 | كوريا الجنوبية               |
| ----------------- | --- | ---------------------------- |
| ديفيد كلارك       |     | أوه يونغ-كيون                |
| ركلات الترجيح     |     |                              |
| سيل · ديفيد كلارك | 1–0 | كيم ك-ه · كيم ج-ه · بارك م-س |

## كرة القدم سباعية
كرة القدم سباعية مخصصة للأشخاص المصابين بـشلل دماغي فقط، لذا يمكن للرياضيين المصنفين من CP5 إلى CP8 المشاركة في هذه الرياضة، حيث يكون C5 هو الأكثر إعاقة. يجب أن يكون لاعب واحد على الأقل من فئة C5 أو C6، ولا يزيد عن ثلاثة لاعبين من فئة C8، في الملعب في أي وقت. تأهلت بريطانيا فريقًا في هذه الرياضة من خلال إنهاء فريق إنجلترا في المركز السابع في بطولة العالم لـCPISRA في البرازيل؛ وهو أول ظهور لهم منذ الألعاب البارالمبية الصيفية 1992.
المجموعة ب
| قائمة الفريق | مرحلة المجموعات      | مرحلة المجموعات | نصف النهائي (جولة تحديد المراكز 5–8) | النهائي (نهائي تحديد المركزين 7–8) | النهائي (نهائي تحديد المركزين 7–8) |
| قائمة الفريق | الخصم النتيجة        | الترتيب         | الخصم النتيجة                        | الخصم النتيجة                      | الترتيب                            |
| --- | -------------------- | --------------- | ------------------------------------ | ---------------------------------- | ---------------------------------- |
| من: - مايكل باركر - ماثيو إيليس - ريتشارد فوكس - جونيور غوردون - كيران مارتن - غرايم باترسون - جوناثان باترسون - جوردان راينز - مارك روبرتسون - ليون تايلور - مايكل ويلسون | · أوكرانيا · خ 1–8 · | 4               | هولندا · خ 2–4                       | الصين · ف 10–2                     | 7                                  |
| من: - مايكل باركر - ماثيو إيليس - ريتشارد فوكس - جونيور غوردون - كيران مارتن - غرايم باترسون - جوناثان باترسون - جوردان راينز - مارك روبرتسون - ليون تايلور - مايكل ويلسون | · إيران · خ 0–3 ·    | 4               | هولندا · خ 2–4                       | الصين · ف 10–2                     | 7                                  |
| من: - مايكل باركر - ماثيو إيليس - ريتشارد فوكس - جونيور غوردون - كيران مارتن - غرايم باترسون - جوناثان باترسون - جوردان راينز - مارك روبرتسون - ليون تايلور - مايكل ويلسون | · أيرلندا · ت 1–1 ·  | 4               | هولندا · خ 2–4                       | الصين · ف 10–2                     | 7                                  |

| الفريق          | ن | ل | ف | ت | خ | له | عليه | فارق |
| --------------- | - | - | - | - | - | -- | ---- | ---- |
| أوكرانيا        | 9 | 3 | 3 | 0 | 0 | 19 | 1    | 18   |
| إيران           | 6 | 3 | 2 | 0 | 1 | 7  | 6    | 1    |
| أيرلندا         | 1 | 3 | 0 | 1 | 2 | 3  | 12   | −9   |
| المملكة المتحدة | 1 | 3 | 0 | 1 | 2 | 2  | 12   | −10  |

مفتاح: ن – نقاط؛ ل – لعب؛ ف – فوز؛ ت – تعادل؛ خ – خسارة؛ له – أهداف له؛ عليه – أهداف عليه؛ فارق – فارق الأهداف؛   – تأهل لنصف النهائي؛   – تأهل لنصف نهائي تحديد المراكز 5–8؛
| أوكرانيا                                                                        | 8–1 | المملكة المتحدة |
| ------------------------------------------------------------------------------- | --- | --------------- |
| إيفان شكفارلو (3) تاراس دوتكو (2) دينيس بونوماريوف فول أنتونيوك أناتولي شيفتشيك |     | ماثيو ديمبيلو   |

| إيران                              | 3–0 | المملكة المتحدة |
| ---------------------------------- | --- | --------------- |
| مسلم أكبري عبد الرضا كريم زاده (2) |     |                 |

| المملكة المتحدة | 1–1 | أيرلندا     |
| --------------- | --- | ----------- |
| مايكل باركر     |     | جوزيف ماركي |

نصف نهائي تحديد المراكز 5–8
| هولندا                                     | 4–2     | المملكة المتحدة           |
| ------------------------------------------ | ------- | ------------------------- |
| يوهانس ستراتمان (2) ستيفان لوكهوف جوي منسي | (تقرير) | ماثيو ديمبيلو ماثيو إيليس |

نهائي تحديد المركزين 7–8
| المملكة المتحدة                                                                                  | 10–2    | الصين           |
| ------------------------------------------------------------------------------------------------ | ------- | --------------- |
| ماثيو ديمبيلو مايكل باركر (4) مارك روبرتسون روي غوردون غرايم باترسون ماثيو إيليس جوناثان باترسون | (تقرير) | فان زي تشاو (2) |

## جودو
تأهل أربعة لاعبين جودو بريطانيين للألعاب، وكانت جميع الأحداث مخصصة للرياضيين ضعاف البصر. تم الفوز بميدالية واحدة، بواسطة سام إنغرام، في فئة 90 كغم للرجال.
| الرياضي     | الحدث        | دور الـ 16                   | ربع النهائي            | نصف النهائي   | النهائي       | الملحق 1                      | الملحق 2                    | برونزية                          | برونزية  |
| الرياضي     | الحدث        | الخصم النتيجة                | الخصم النتيجة          | الخصم النتيجة | الخصم النتيجة | الخصم النتيجة                 | الخصم النتيجة               | الخصم النتيجة                    | الترتيب  |
| ----------- | ------------ | ---------------------------- | ---------------------- | ------------- | ------------- | ----------------------------- | --------------------------- | -------------------------------- | -------- |
| دارين هاريس | رجال 66 كغم  | كوبا سانشيز · خ 0000–1001    | لم يتقدم               | لم يتقدم      | لم يتقدم      | فنزويلا فالكون · خ 0001–0120  | لم يتقدم                    | لم يتقدم                         | لم يتقدم |
| سام إنغرام  | رجال 90 كغم  | فرنسا سيفريكو · خ 0011–0021  | لم يتقدم               | لم يتقدم      | لم يتقدم      | اليابان ها تسوس · ف 1000–0000 | ألمانيا يونكس · ف 0110–0010 | الجزائر ناين · ف WDL             |          |
| بن كيلتر    | رجال 60 كغم  | Bye                          | الصين لي · خ 0000–0001 | لم يتقدم      | لم يتقدم      | البرازيل أراوجو · ف 1010–0000 | كوبا بيريز · ف 1000–0000    | أذربيجان إبراهيموف · خ 0000–1000 | N/A      |
| إيان روز    | رجال 100 كغم | اليابان هيروشي · خ 0001–0002 | لم يتقدم               | لم يتقدم      | لم يتقدم      | لم يتقدم                      | لم يتقدم                    | لم يتقدم                         | لم يتقدم |

- WDL انسحاب

## رفع الأثقال
تأهل أربعة رافعي أثقال بريطانيين للمنافسة في الألعاب. حقق جيسون إيرفينغ وناتالي بليك أفضل النتائج، حيث احتل كل منهما المركز السادس، وكانت بليك تنافس في فئة 48 كغم، بعد أن انخفضت فئتين وزنيتين منذ احتلالها المركز الرابع في الألعاب البارالمبية الصيفية 2004.
| الرياضي       | الحدث        | المجموع المرفوع | الترتيب |
| ------------- | ------------ | --------------- | ------- |
| ناتالي بليك   | سيدات 48 كغم | 97.5 كغم        | 6       |
| جيسون إيرفينغ | رجال 56 كغم  | 177.5 كغم       | 6       |
| علي جواد      | رجال 75 كغم  | 182.5 كغم       | 9       |
| أنتوني بيدل   | رجال 48 كغم  | لا وزن مرفوع    | N/A     |

## تجديف
ظهر التجديف كرياضة بارالمبية لأول مرة في ألعاب 2008. أصبحت البريطانية هيلين رينسفورد أول بطلة بارالمبية في هذه الرياضة، حيث فازت بسباق فردي التجديف للسيدات. عادلها توم أغار في نجاحها بفوزه بسباق فردي التجديف للرجال. ميدالية برونزية لطاقم الرباعي المختلط مع ربان يعني أن بريطانيا العظمى فازت بميداليات أكثر في هذه الرياضة من أي دولة أخرى وتصدرت جدول ميداليات التجديف.
| الرياضي(ون)                                                     | الحدث               | التصفيات | التصفيات | جولة الإعادة | جولة الإعادة | النهائي | النهائي |
| الرياضي(ون)                                                     | الحدث               | الزمن    | الترتيب  | الزمن        | الترتيب      | الزمن   | الترتيب |
| --------------------------------------------------------------- | ------------------- | -------- | -------- | ------------ | ------------ | ------- | ------- |
| توم أغار                                                        | فردي رجال           | 5:12.25  | 1 ت      | N/A          | N/A          | 5:22.09 |         |
| هيلين راينسفورد                                                 | فردي سيدات          | 5:38.44  | 1 WB ت   | N/A          | N/A          | 6:12.93 |         |
| كارين كرومي جيمس روبرتس                                         | زوجي مختلط          | 4:25.73  | 3 R      | 4:41.74      | 2 ت          | 4:32.52 | 5       |
| فيكي هانسفورد نعومي ريتشيز أليستر ماكين جيمس مورغان آلان شيرمان | رباعي مختلط مع ربان | 3:36.81  | 2 R      | 3:44.90      | 1 ت          | 3:38.37 |         |

مفتاح
- ت = تأهل للنهائي
- R = تأهل لجولة الإعادة
- WB = أفضل زمن عالمي

## رجبي الكراسي المتحركة
في الألعاب البارالمبية، تتألف فرق رياضة رجبي الكراسي المتحركة من رياضيين ذوي تصنيفات مختلطة رباعي من كلا الجنسين. تأهلت بريطانيا العظمى عبر بطولة أوروبا الإقليمية وتقدمت لتحتل المركز الرابع من بين ثمانية فرق، بخسارتها مباراة الميدالية البرونزية أمام كندا.
| قائمة الفريق | مرحلة المجموعات         | مرحلة المجموعات | نصف النهائي (جولة التصنيف) | النهائي (نهائي البرونز) | النهائي (نهائي البرونز) |
| قائمة الفريق | الخصم النتيجة           | الترتيب         | الخصم النتيجة              | الخصم النتيجة           | الترتيب                 |
| --- | ----------------------- | --------------- | -------------------------- | ----------------------- | ----------------------- |
| من: - آلان آش - أندي بارو - جوناثان كوغان - تروي كولينز - جاستن فريشبرغ - بلبل حسين - روس موريسون - ستيف بالمر - جوزي بيرسون - جيسون روبرتس - مانديب سيهمي - بول شو | · نيوزيلندا · ف 39–38 · | 2               | الولايات المتحدة · خ 32–35 | كندا · خ 41–47          | 4                       |
| من: - آلان آش - أندي بارو - جوناثان كوغان - تروي كولينز - جاستن فريشبرغ - بلبل حسين - روس موريسون - ستيف بالمر - جوزي بيرسون - جيسون روبرتس - مانديب سيهمي - بول شو | · ألمانيا · ف 39–35 ·   | 2               | الولايات المتحدة · خ 32–35 | كندا · خ 41–47          | 4                       |
| من: - آلان آش - أندي بارو - جوناثان كوغان - تروي كولينز - جاستن فريشبرغ - بلبل حسين - روس موريسون - ستيف بالمر - جوزي بيرسون - جيسون روبرتس - مانديب سيهمي - بول شو | · أستراليا · خ 37–43 ·  | 2               | الولايات المتحدة · خ 32–35 | كندا · خ 41–47          | 4                       |

المجموعة ب
| الفريق          | ل | ف | ت | خ | أ.ل | أ.ع | ف.أ | نقاط |
| --------------- | - | - | - | - | --- | --- | --- | ---- |
| أستراليا        | 3 | 3 | 0 | 0 | 129 | 111 | 18  | 6    |
| المملكة المتحدة | 3 | 2 | 0 | 1 | 115 | 116 | −1  | 4    |
| نيوزيلندا       | 3 | 1 | 0 | 2 | 116 | 109 | 7   | 2    |
| ألمانيا         | 3 | 0 | 0 | 3 | 102 | 126 | −24 | 0    |

## إبحار
دخلت بريطانيا العظمى طواقم في جميع فعاليات الإبحار الثلاث، التي أقيمت في مركز تشينغداو الدولي للإبحار. احتلت جميع القوارب الثلاثة المراكز العشرة الأولى في فعالياتها، ولكن لم يحصل أي منها على ميدالية.
| الرياضي                                           | الحدث                   | السباق | السباق | السباق | السباق | السباق | السباق | السباق | السباق | السباق | السباق | السباق | إجمالي النقاط | الترتيب |
| الرياضي                                           | الحدث                   | 1      | 2      | 3      | 4      | 5      | 6      | 7      | 8      | 9      | 10     | 11     | إجمالي النقاط | الترتيب |
| ------------------------------------------------- | ----------------------- | ------ | ------ | ------ | ------ | ------ | ------ | ------ | ------ | ------ | ------ | ------ | ------------- | ------- |
| هيلينا لوكاس                                      | 2.4 متر آر – زورق 1 شخص | (10)   | 5      | 7      | 7      | 3      | 4      | (12)   | 2      | 8      | 5      | CAN    | 41            | 7       |
| نيكي بيريل ألكسندرا ريكهام                        | سكود 18 – زورق 2 شخص    | 5      | 5      | (8)    | (8)    | 4      | 1      | 4      | 7      | 7      | 4      | CAN    | 37            | 5       |
| جون روبرتسون ستيفن توماس (متسابق يخت) هانا ستوديل | سونار – زورق 3 أشخاص    | (9)    | 3      | 6      | (9)    | 5      | 7      | 8      | 6      | 3      | 2      | 1      | 41            | 6       |

مفتاح
- (#) = أسوأ نتيجتين تم استبعادهما
- CAN = السباق ألغي

## الرماية
فاز الرماة البريطانيون بميدالية واحدة في الألعاب، ذهبية لمات سكيلون في حدث R3–10 متر بندقية هوائية استلقاء مختلط SH1. بأول ست طلقات له في جولة التأهيل، عادل الرقم القياسي العالمي بتحقيق درجة مثالية 600 من 600. من بين الفعاليات الست الأخرى التي كان فيها منافس بريطاني، لم يتأهل سوى ناثان ميلغيت، في حدث R1-10 متر بندقية هوائية وقوف رجال SH1، إلى النهائي.
بندقية
| الرياضي      | الحدث                                     | التأهيل | التأهيل | النهائي  | النهائي  |
| الرياضي      | الحدث                                     | النتيجة | الترتيب | النتيجة  | الترتيب  |
| ------------ | ----------------------------------------- | ------- | ------- | -------- | -------- |
| جيمس بيفيس   | R5–10 متر بندقية هوائية استلقاء مختلط SH2 | 594     | 19      | لم يتقدم | لم يتقدم |
| جيمس بيفيس   | R4–10 متر بندقية هوائية وقوف مختلط SH2    | 589     | 19      | لم يتقدم | لم يتقدم |
| دي كوتس      | R2–10 متر بندقية هوائية وقوف سيدات SH1    | 385     | 10      | لم تتقدم | لم تتقدم |
| ناثان ميلغيت | R1-10 متر بندقية هوائية وقوف رجال SH1     | 587     | 7       | 686.9    | 8        |
| ناثان ميلغيت | R3–10 متر بندقية هوائية استلقاء مختلط SH1 | 599     | 12      | لم يتقدم | لم يتقدم |
| مات سكيلون   | R1–10 متر بندقية هوائية وقوف رجال SH1     | 578     | 18      | لم يتقدم | لم يتقدم |
| مات سكيلون   | R3–10 متر بندقية هوائية استلقاء مختلط SH1 | 600 =WR | 1=      | 704.9    |          |

## سباحة
اختارت الهيئة المختصة لسباحة بريطانيا العظمى فريقًا مكونًا من 35 رياضيًا للمشاركة في فعاليات السباحة في بكين. ساهم الفريق بإجمالي واحد وأربعين ميدالية في إجمالي ميداليات البارالمبياد البريطاني – إحدى عشرة ذهبية، واثنتا عشرة فضية، وثمانية عشر برونزية. فاز ديفيد روبرتس بذهبية في كل من فعالياته الفردية الثلاث وواحدة من فعاليات التتابع، ليصل مجموع ميدالياته الذهبية البارالمبية الشخصية إلى إحدى عشرة ميدالية، معادلاً بذلك رقم تاني غراي-تومبسون. فازت هيذر فريدريكسن بأربع ميداليات، بما في ذلك ذهبية في سباق 100 متر ظهر S8 حيث سجلت رقماً قياسياً عالمياً جديداً، وفاز مات ووكر، الذي ينافس في ألعابه البارالمبية الثالثة، بأربع ميداليات فضية وبرونزية فردية وذهبية في تتابع 4 × 100 متر حرة، بينما تنافس جيمس أندرسون في ألعابه البارالمبية الخامسة، ليرفع مجموع ميدالياته الفردية إلى 17. فازت إليانور سيموندز البالغة من العمر ثلاثة عشر عامًا، وهي الأصغر بين جميع الرياضيين البريطانيين في بكين، بميداليتين ذهبيتين، مما جعلها أصغر حائزة على ميدالية بارالمبية فردية في بريطانيا.
رجال
| الرياضي                                                               | الأحداث                           | التصفيات                              | التصفيات | النهائي                               | النهائي  |
| الرياضي                                                               | الأحداث                           | الزمن                                 | الترتيب  | الزمن                                 | الترتيب  |
| --------------------------------------------------------------------- | --------------------------------- | ------------------------------------- | -------- | ------------------------------------- | -------- |
| جيمس أندرسون                                                          | 100 متر ظهر S2                    | 1:10.73                               | 2 ت      | 1:06.09                               |          |
| جيمس أندرسون                                                          | 200 متر حرة S2                    | 2:26.23                               | 2 ت      | 2:24.32                               |          |
| جيمس أندرسون                                                          | 400 متر حرة S2                    | 5:13.20                               | 3 ت      | 5:00.03                               |          |
| جيمس أندرسون                                                          | 50 متر فراشة S2                   | 1:05.56                               | 1 ت      | 1:04.33                               |          |
| غاريث ديوك                                                            | 100 متر ظهر S7                    | 1:31.54                               | 2 ت      | 1:28.20                               |          |
| غراهام إدموندز                                                        | 50 متر حرة S9                     | 25.10                                 | 5 ت      | 25.11                                 | 8        |
| غراهام إدموندز                                                        | 100 متر حرة S9                    | 55.64                                 | 8 ت      | 55.63                                 | 7        |
| ديفيد إيليس                                                           | 50 متر حرة S12                    | 26.46                                 | 14       | لم يتقدم                              | لم يتقدم |
| ديفيد إيليس                                                           | 100 متر حرة S12                   | 58.72                                 | 13       | لم يتقدم                              | لم يتقدم |
| ديفيد إيليس                                                           | 100 متر ظهر S12                   | 1:11.41                               | 11       | لم يتقدم                              | لم يتقدم |
| ديفيد إيليس                                                           | 100 متر فراشة S12                 | 1:03.58                               | 13       | لم يتقدم                              | لم يتقدم |
| ديفيد إيليس                                                           | 200 متر فردي متنوع SM12           | 1:10.92                               | 6 ت      | 1:09.81                               | 7        |
| ديفيد إيليس                                                           | 200 متر فردي متنوع SM12           | 2:20.27                               | 2 ت      | 2:21.22                               | 6        |
| جوناثان فوكس                                                          | 50 متر حرة S7                     | 31.17                                 | =6 ت     | 31.53                                 | 8        |
| جوناثان فوكس                                                          | 100 متر حرة S7                    | 1:08.16                               | 5 ت      | 1:08.82                               | 5        |
| جوناثان فوكس                                                          | 400 متر حرة S7                    | 4:31.78                               | 9        | لم يتقدم                              | لم يتقدم |
| جوناثان فوكس                                                          | 100 متر ظهر S7                    | 1:14.78                               | 2 ت      | 1:14.34                               |          |
| شون فريزر                                                             | 50 متر حرة S8                     | 29.08                                 | 9        | لم يتقدم                              | لم يتقدم |
| شون فريزر                                                             | 100 متر حرة S8                    | 1:02.45                               | 10       | لم يتقدم                              | لم يتقدم |
| شون فريزر                                                             | 100 متر ظهر S8                    | 1:10.77                               | 3 ت      | 1:11.28                               |          |
| شون فريزر                                                             | 100 متر فراشة S8                  | 1:07.42                               | 7 ت      | 1:08.36                               | 8        |
| سام هايند                                                             | 50 متر حرة S10                    | 29.27                                 | 11       | لم يتقدم                              | لم يتقدم |
| سام هايند                                                             | 100 متر حرة S10                   | 1:01.67                               | 7 ت      | 1:01.04                               | 6        |
| سام هايند                                                             | 400 متر حرة S10                   | 4:26.46 WR                            | 1 ت      | 4:26.25 WR                            |          |
| سام هايند                                                             | 100 متر ظهر S10                   | 1:17.00                               | 5 ت      | 1:15.29                               | 5        |
| سام هايند                                                             | 200 متر فردي متنوع SM10           | 2:31.96                               | 2 ت      | 2:29.93                               |          |
| ساسشا كيندريد                                                         | 50 متر حرة S6                     | 33.04                                 | 9        | لم يتقدم                              | لم يتقدم |
| ساسشا كيندريد                                                         | 50 متر فراشة S6                   | 33.12                                 | 3 ت      | 32.49                                 |          |
| ساسشا كيندريد                                                         | 100 متر صدر SB7                   | 1:23.31                               | 1 ت      | 1:22.18 WR                            |          |
| ساسشا كيندريد                                                         | 200 متر فردي متنوع SM6            | 2:48.35 PR                            | 1 ت      | 2:42.19 WR                            |          |
| درفيس كونورالب                                                        | 100 متر حرة S13                   | 1:02.91                               | 9        | لم يتقدم                              | لم يتقدم |
| درفيس كونورالب                                                        | 100 متر ظهر S13                   | 1:14.55                               | 11       | لم يتقدم                              | لم يتقدم |
| درفيس كونورالب                                                        | 200 متر فردي متنوع SM13           | 2:24.03                               | 6 ت      | 2:23.01                               | 7        |
| أندرو ليندساي                                                         | 400 متر حرة S7                    | 5:06.31                               | 3 ت      | 5:02.74                               | 5        |
| أندرو ليندساي                                                         | 100 متر ظهر S7                    | 1:16.75                               | 4 ت      | 1:15.99                               | 4        |
| سيمون ميلر                                                            | 50 متر حرة S9                     | 27.41                                 | 15       | لم يتقدم                              | لم يتقدم |
| سيمون ميلر                                                            | 100 متر حرة S9                    | 59.08                                 | 14       | لم يتقدم                              | لم يتقدم |
| ديفيد روبرتس                                                          | 50 متر حرة S7                     | 28.33 PR                              | 1 ت      | 27.95 PR                              |          |
| ديفيد روبرتس                                                          | 100 متر حرة S7                    | 1:00.82 PR                            | 1 ت      | 1:00.35 PR                            |          |
| ديفيد روبرتس                                                          | 400 متر حرة S7                    | 5:04.31                               | 1 ت      | 4:52.35 WR                            |          |
| أنتوني ستيفنز                                                         | 50 متر حرة S5                     | 35.82                                 | 7 ت      | 34.97                                 | 6        |
| أنتوني ستيفنز                                                         | 100 متر حرة S5                    | 1:19.10                               | 6 ت      | 1:16.07                               | 4        |
| أنتوني ستيفنز                                                         | 100 متر ظهر S5                    | N/A                                   | N/A      | 2:44.67                               |          |
| أنتوني ستيفنز                                                         | 50 متر فراشة S5                   | 43.24                                 | 6 ت      | DQ                                    | –        |
| ماثيو ووكر                                                            | 50 متر حرة S7                     | 28.75                                 | 2 ت      | 28.60                                 |          |
| ماثيو ووكر                                                            | 100 متر حرة S7                    | 1:05.49                               | 3 ت      | 1:04.17                               |          |
| ماثيو ووكر                                                            | 50 متر فراشة S7                   | 32.49                                 | 2 ت      | 32.24                                 |          |
| ماثيو ووكر                                                            | 200 متر فردي متنوع SM7            | 2:54.30                               | 4 ت      | 2:50.10                               |          |
| روبرت ويلبورن                                                         | 100 متر حرة S10                   | 54.57                                 | 3 ت      | 54.40                                 | 4        |
| روبرت ويلبورن                                                         | 400 متر حرة S10                   | 4:18.19                               | 1 ت      | 4:07.61                               |          |
| روبرت ويلبورن                                                         | 100 متر ظهر S10                   | 1:03.41                               | 12       | لم يتقدم                              | لم يتقدم |
| روبرت ويلبورن                                                         | 200 متر فردي متنوع SM10           | 2:21.25                               | 7 ت      | 2:19.91                               | 7        |
| ماثيو وورهود                                                          | 50 متر حرة S6                     | 34.94                                 | 11       | لم يتقدم                              | لم يتقدم |
| ماثيو وورهود                                                          | 100 متر حرة S6                    | 1:12.51                               | 8 ت      | 1:11.62                               | 6        |
| ماثيو وورهود                                                          | 400 متر حرة S6                    | 5:20.03                               | 3 ت      | 5:20.45                               |          |
| ماثيو وورهود                                                          | 100 متر صدر SB6                   | 1:30.52                               | 1 ت      | 1:29.96                               |          |
| ماثيو وورهود                                                          | 200 متر فردي متنوع SM6            | 2:54.00                               | 4 ت      | 2:55.06                               | 4        |
| مات ووكر، غراهام إدموندز، ديفيد روبرتس، روبرت ويلبورن                 | تتابع 4 × 100 متر حرة (34 نقطة)   | N/A                                   | N/A      | 3:51.43 WR                            |          |
| من: غراهام إدموندز، شون فريزر، سام هايند، ديفيد روبرتس، روبرت ويلبورن | تتابع 4 × 100 متر متنوع (34 نقطة) | 4:34.17 فريزر، هايند، إدموندز، روبرتس | 7 ت      | 4:28.45 فريزر، هايند، ويلبورن، روبرتس | 5        |

مفتاح: Q – تأهلوا للجولة التالية حسب الزمن فقط. الترتيبات المعروضة هي النتائج الإجمالية مقابل المنافسين في جميع التصفيات؛ DQ – استبعد؛ WR – رقم عالمي؛ PR – رقم بارالمبي؛

## تنس الطاولة
تم اختيار أحد عشر لاعباً في كرة الطاولة لفريق بريطانيا العظمى البارالمبي. وكان من بين الفريق دزاير نيل البالغ من العمر 50 عاماً والذي شارك سابقاً في الألعاب البارالمبية الصيفية 1984 قبل أن يأخذ استراحة لمدة عشر سنوات من الرياضة. في الأحداث الفردية، لم يتقدم سوى نيل روبرتسون إلى دور الـ 16، بينما فازت الفرق الأربعة المشاركة بمجموع مباراتين فقط فيما بينها. وبالتالي، فشل الفريق في الفوز بأي من الميداليات الأربع التي تم استهدافها من قبل رياضة المملكة المتحدة.

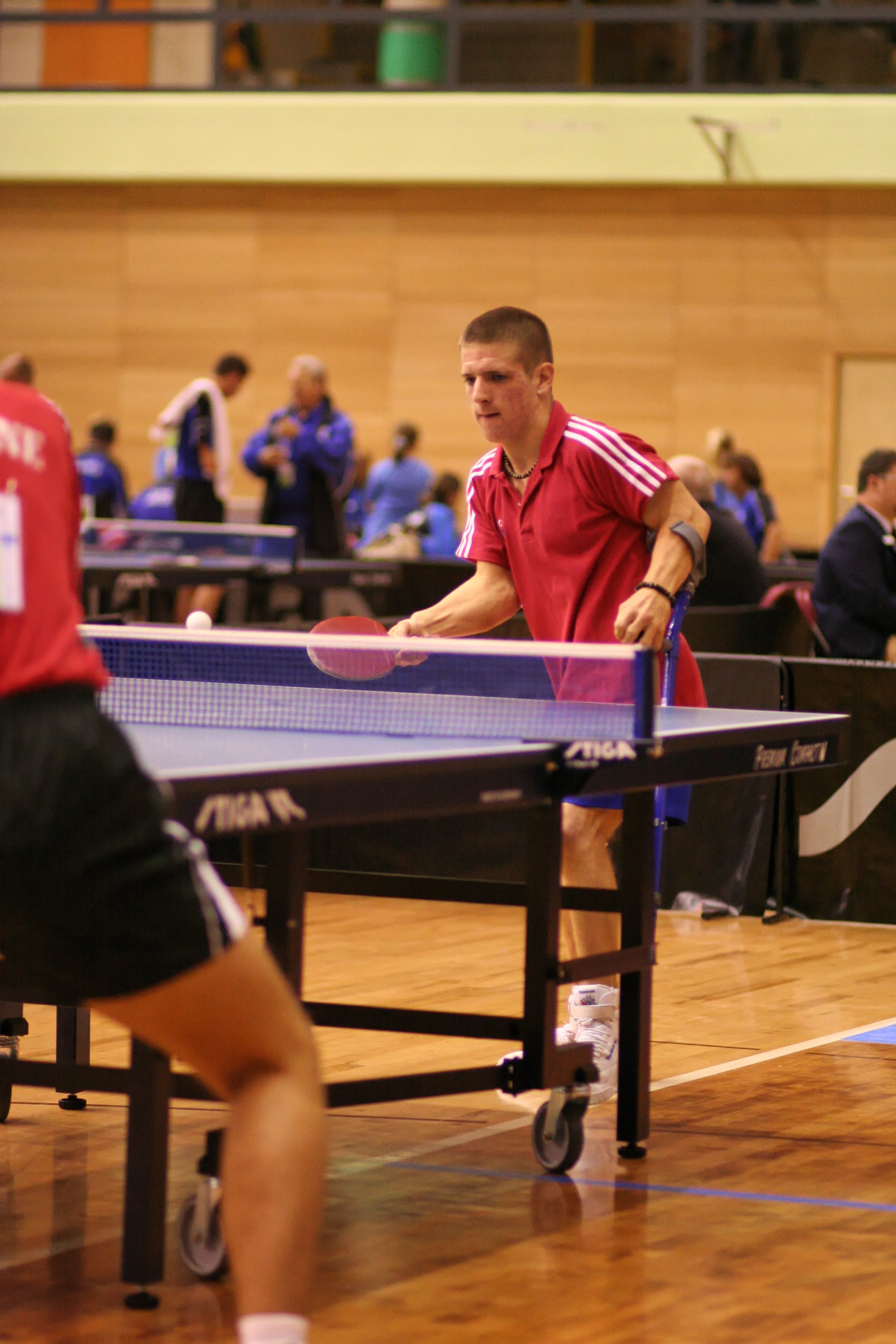
ديفيد ويذرل تنافس في حدث C6 للرجال

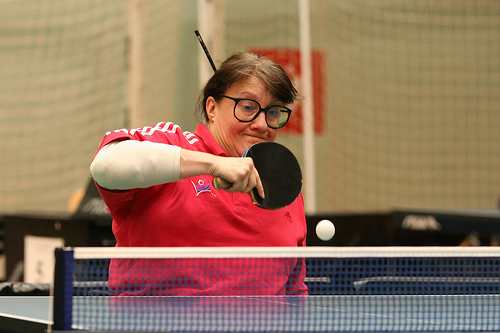
كاثي ميتون تنافست في حدث C1–2 للسيدات

رجال
| الرياضي                              | الحدث          | مباريات المجموعة                                                          | مباريات المجموعة | دور الـ 16             | ربع النهائي   | نصف النهائي   | النهائي نهائي البرونز | النهائي نهائي البرونز |
| الرياضي                              | الحدث          | الخصم النتيجة                                                             | الترتيب          | الخصم النتيجة          | الخصم النتيجة | الخصم النتيجة | الخصم النتيجة         | الترتيب               |
| ------------------------------------ | -------------- | ------------------------------------------------------------------------- | ---------------- | ---------------------- | ------------- | ------------- | --------------------- | --------------------- |
| ويل بايلي                            | فردي رجال C7   | ألمانيا وولميرت · خ 0–3 · إسرائيل شور · ف 3–1 · أوكرانيا بوبوف · خ 2–3    | 3                | N/A                    | N/A           | لم يتقدم      | لم يتقدم              | لم يتقدم              |
| آرني تشان                            | فردي رجال C3   | إسبانيا بينياس · خ 2–3 · السويد كايلفيك · خ 0–3                           | 3                | لم يتقدم               | لم يتقدم      | لم يتقدم      | لم يتقدم              | لم يتقدم              |
| بول كارابارداك                       | فردي رجال C7   | إسبانيا موراليس · خ 3–2 · الصين ي · خ 0–3 · جمهورية التشيك لامبرت · ف 3–1 | 3                | N/A                    | N/A           | لم يتقدم      | لم يتقدم              | لم يتقدم              |
| جيمس راوسون                          | فردي رجال C3   | النمسا أونغر · خ 0–3 · البرازيل سيلفا · ف 3–1                             | 3                | لم يتقدم               | لم يتقدم      | لم يتقدم      | لم يتقدم              | لم يتقدم              |
| سكوت روبرتسون                        | فردي رجال C4/5 | الولايات المتحدة سكوت · ف 3–0 · ألمانيا كوبار · خ 0–3                     | 2                | لم يتقدم               | لم يتقدم      | لم يتقدم      | لم يتقدم              | لم يتقدم              |
| نيل روبرتسون                         | فردي رجال C3   | ليبيا أبو عجيلة · ف WO · فرنسا غيلهم · ف 3–1                              | 1                | البرازيل سيلفا · خ 0–3 | لم يتقدم      | لم يتقدم      | لم يتقدم              | لم يتقدم              |
| ديفيد ويذرل                          | فردي رجال C6   | ألمانيا شميت · ف 3–1 · بولندا كووالسكي · خ 2–3 · البرازيل ميشيل · ف 3–0   | 1                | N/A                    | N/A           | لم يتقدم      | لم يتقدم              | لم يتقدم              |
| آرني تشان جيمس راوسون نيل روبرتسون   | فرق رجال C3    | N/A                                                                       | N/A              | N/A                    | ليبيا · ف 3–0 | فرنسا · خ 0–3 | الصين · خ 1–3         | 4                     |
| ويل بايلي بول كارابارداك ديفيد ويذرل | فرق رجال C6-8  | N/A                                                                       | N/A              | الصين · خ 0–3          | لم يتقدم      | لم يتقدم      | لم يتقدم              | لم يتقدم              |

سيدات
| الرياضية                | الحدث           | مباريات المجموعة                                                               | مباريات المجموعة | دور الـ 16    | ربع النهائي   | نصف النهائي     | النهائي نهائي البرونز | النهائي نهائي البرونز |
| الرياضية                | الحدث           | الخصم النتيجة                                                                  | الترتيب          | الخصم النتيجة | الخصم النتيجة | الخصم النتيجة   | الخصم النتيجة         | الترتيب               |
| ----------------------- | --------------- | ------------------------------------------------------------------------------ | ---------------- | ------------- | ------------- | --------------- | --------------------- | --------------------- |
| سو جيلروي               | فردي سيدات C4   | سلوفينيا ماتيتش · ف 3–1 · الصين تشو · خ 1–3 · جنوب إفريقيا ألميدا · ف 3–0      | 2                | N/A           | N/A           | لم تتقدم        | لم تتقدم              | لم تتقدم              |
| كاثي ميتون              | فردي سيدات C1/2 | فرنسا سيريوا-غوسيوكس · ف 3–1 · الصين لوي · خ 1–3                               | 2                | N/A           | N/A           | لم تتقدم        | لم تتقدم              | لم تتقدم              |
| دزاير نيل               | فردي سيدات C1/2 | إيطاليا بودا · خ 2–3 · فرنسا كلوت · خ 0–3                                      | 3                | N/A           | N/A           | لم تتقدم        | لم تتقدم              | لم تتقدم              |
| كلير روبرتسون           | فردي سيدات C4   | إيطاليا زورزيتو · خ 1–3 · كوريا الجنوبية مون · خ 0–3 · نيجيريا أوبيارا · خ 1–3 | 4                | N/A           | N/A           | لم تتقدم        | لم تتقدم              | لم تتقدم              |
| كاثي ميتون دزاير نيل    | فرق سيدات C1-3  | N/A                                                                            | N/A              | N/A           | إيران · ف 3–2 | إيطاليا · خ 0–3 | فرنسا · خ 0–3         | 4                     |
| سو جيلروي كلير روبرتسون | فرق سيدات C4/5  | N/A                                                                            | N/A              | صربيا · خ 0–3 | لم تتقدم      | لم تتقدم        | لم تتقدم              | لم تتقدم              |

## تنس الكراسي المتحركة
شارك فريق بارالمبي بريطاني في أربع من ستة تخصصات في تنس الكراسي المتحركة؛ فردي الرجال والسيدات والرباعي المختلط وزوجي الرباعي المختلط. فاز بيتر نورفولك، الملقب بـ"الأب الرباعي"، بذهبية في فردي الرباعي المختلط، دفاعًا عن لقبه الذي فاز به في أثينا.
| الرياضي                    | الحدث            | دور الـ 64                        | دور الـ 32                             | دور الـ 16                      | ربع النهائي                                        | نصف النهائي                          | النهائيات                                      | النهائيات |
| الرياضي                    | الحدث            | الخصم النتيجة                     | الخصم النتيجة                          | الخصم النتيجة                   | الخصم النتيجة                                      | الخصم النتيجة                        | الخصم النتيجة                                  | الترتيب   |
| -------------------------- | ---------------- | --------------------------------- | -------------------------------------- | ------------------------------- | -------------------------------------------------- | ------------------------------------ | ---------------------------------------------- | --------- |
| جيمي بورديكين              | فردي رباعي مختلط | N/A                               | N/A                                    | إسرائيل واينبرغ · خ 2–6 4–6     | لم يتقدم                                           | لم يتقدم                             | لم يتقدم                                       | لم يتقدم  |
| أليكس جيو ووت              | فردي رجال        | اليابان كونيدا · خ 0–6 1–6        | لم يتقدم                               | لم يتقدم                        | لم يتقدم                                           | لم يتقدم                             | لم يتقدم                                       | لم يتقدم  |
| بيتر نورفولك               | فردي رباعي مختلط | N/A                               | N/A                                    | هولندا دي بير · ف 6–1 6–1       | اليابان كيمورا · ف 6–0 6–1                         | الولايات المتحدة تايلور · ف 6–0 6–3  | السويد أندرسون · ف 6–2 6–2                     |           |
| دافيد فيليبسون             | فردي رجال        | كندا ماتيو · ف 6–3 6–1            | النمسا ليغنر · خ 0–6 0–6               | لم يتقدم                        | لم يتقدم                                           | لم يتقدم                             | لم يتقدم                                       | لم يتقدم  |
| غوردون ريد                 | فردي رجال        | هولندا أميرلان · خ 3–6 0–6        | لم يتقدم                               | لم يتقدم                        | لم يتقدم                                           | لم يتقدم                             | لم يتقدم                                       | لم يتقدم  |
| لوسي شوكر                  | فردي سيدات       | N/A                               | اليابان دوموري · ف 6–1 6–3             | فرنسا غرافيليير · خ 6–2 1–6 4–6 | لم تتقدم                                           | لم تتقدم                             | لم تتقدم                                       | لم تتقدم  |
| كيفن سيمبسون               | فردي رجال        | إيطاليا غاتيلي · خ 1–6 7–6(4) 4–6 | لم يتقدم                               | لم يتقدم                        | لم يتقدم                                           | لم يتقدم                             | لم يتقدم                                       | لم يتقدم  |
| جوردان ويلي                | فردي سيدات       | N/A                               | فرنسا راسيوكس · خ 4–6 4–6              | لم تتقدم                        | لم تتقدم                                           | لم تتقدم                             | لم تتقدم                                       | لم تتقدم  |
| أليكس جيو ووت كيفن سيمبسون | زوجي رجال        | N/A                               | إيطاليا غاتيلي، · مازي · خ 4–6 4–6     | لم يتقدم                        | لم يتقدم                                           | لم يتقدم                             | لم يتقدم                                       | لم يتقدم  |
| بيتر نورفولك جيمي بورديكين | زوجي رباعي مختلط | N/A                               | N/A                                    | N/A                             | lost 22–1                                          | إسرائيل كرامر، · واينبرغ · خ 4–6 4–6 | هولندا فان إيرب، · تيمرمانز · ف 6(4)–7 7–5 6–1 |           |
| لوسي شوكر جوردان ويلي      | زوجي سيدات       | N/A                               | N/A                                    | Bye                             | الولايات المتحدة أرنولت، · فيرفورث · خ 7–5 5–7 2–6 | لم يتقدم                             | لم يتقدم                                       | لم يتقدم  |
| دافيد فيليبسون غوردون ريد  | زوجي رجال        | N/A                               | سلوفاكيا فيليكس، · جيرجيلي · خ 2–6 2–6 | لم يتقدم                        | لم يتقدم                                           | لم يتقدم                             | لم يتقدم                                       | لم يتقدم  |

## تغطية إعلامية
كما هو الحال مع الألعاب الأولمبية الصيفية 2008، بثت البي بي سي تغطية للألعاب في المملكة المتحدة. تم بث الألعاب بـجودة عالية لأول مرة. أظهرت البي بي سي وبي بي سي عبر الإنترنت تغطية حية طوال الألعاب، مع برنامج إبرازات يومي على بي بي سي (متزامن على بي بي سي)، قدمته كلير بالدنغ وستيف كرام. كما تم عرض تغطية حية على بي بي سي، بي بي سي تو، وبي بي سي إتش دي يومي السبت والأحد. تم بث حفلتي الافتتاح والختام مباشرة. تم توفير تغطية إذاعية بواسطة البي بي سي.

## روابط خارجية
- الموقع الرسمي لألعاب بكين 2008 البارالمبية
- اللجنة البارالمبية الدولية
- الرابطة البارالمبية البريطانية نسخة محفوظة 15 أكتوبر 2021 على موقع واي باك مشين.
- "أين ستفوز الميداليات البارالمبية؟"، بي بي سي، 4 سبتمبر 2008
- "المتحدون البارالمبيون"، بي بي سي، 6 سبتمبر 2008